# 鉄道駅

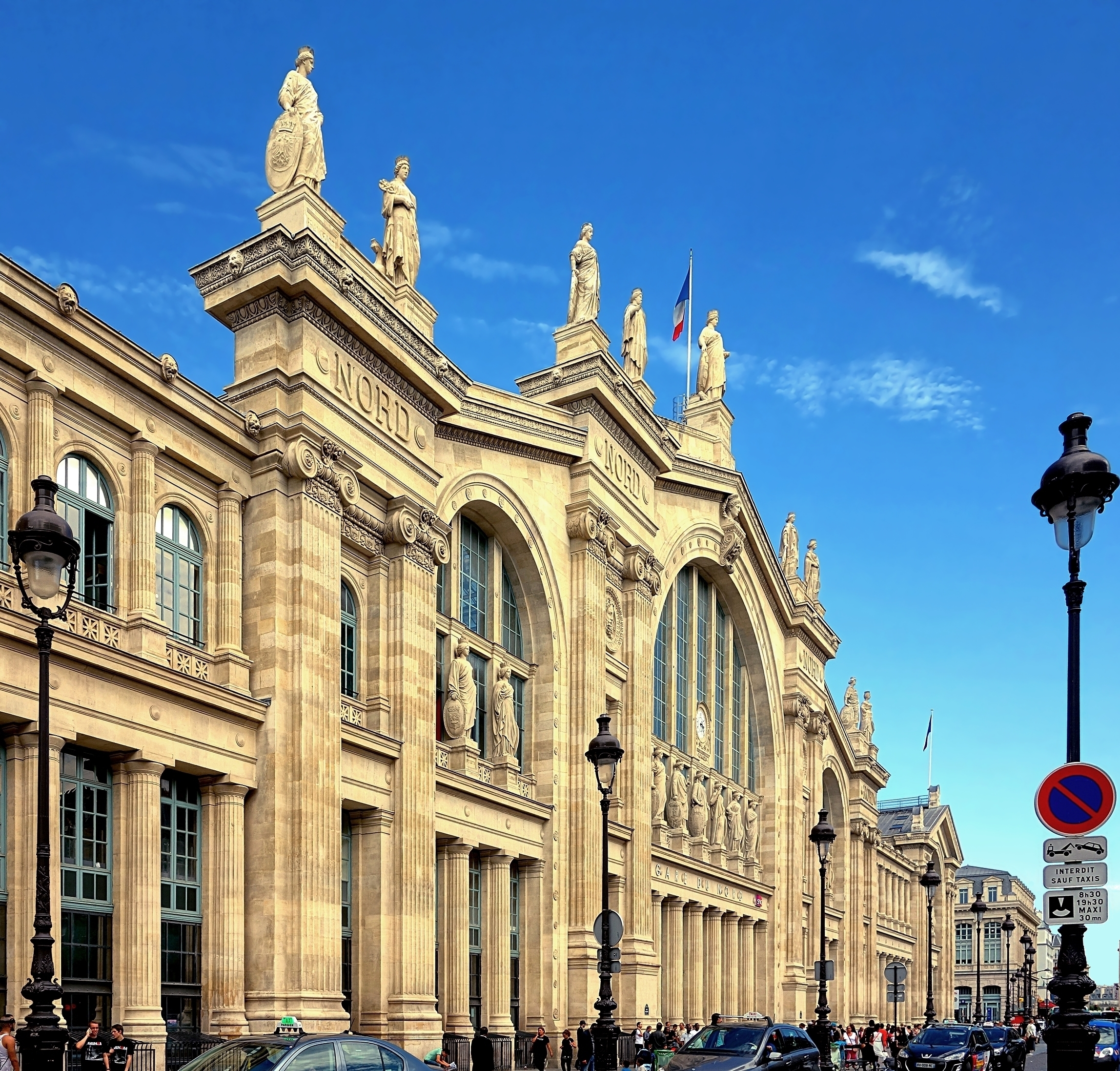
欧州最多の利用者数を有し、国際列車発着駅であるパリ北駅

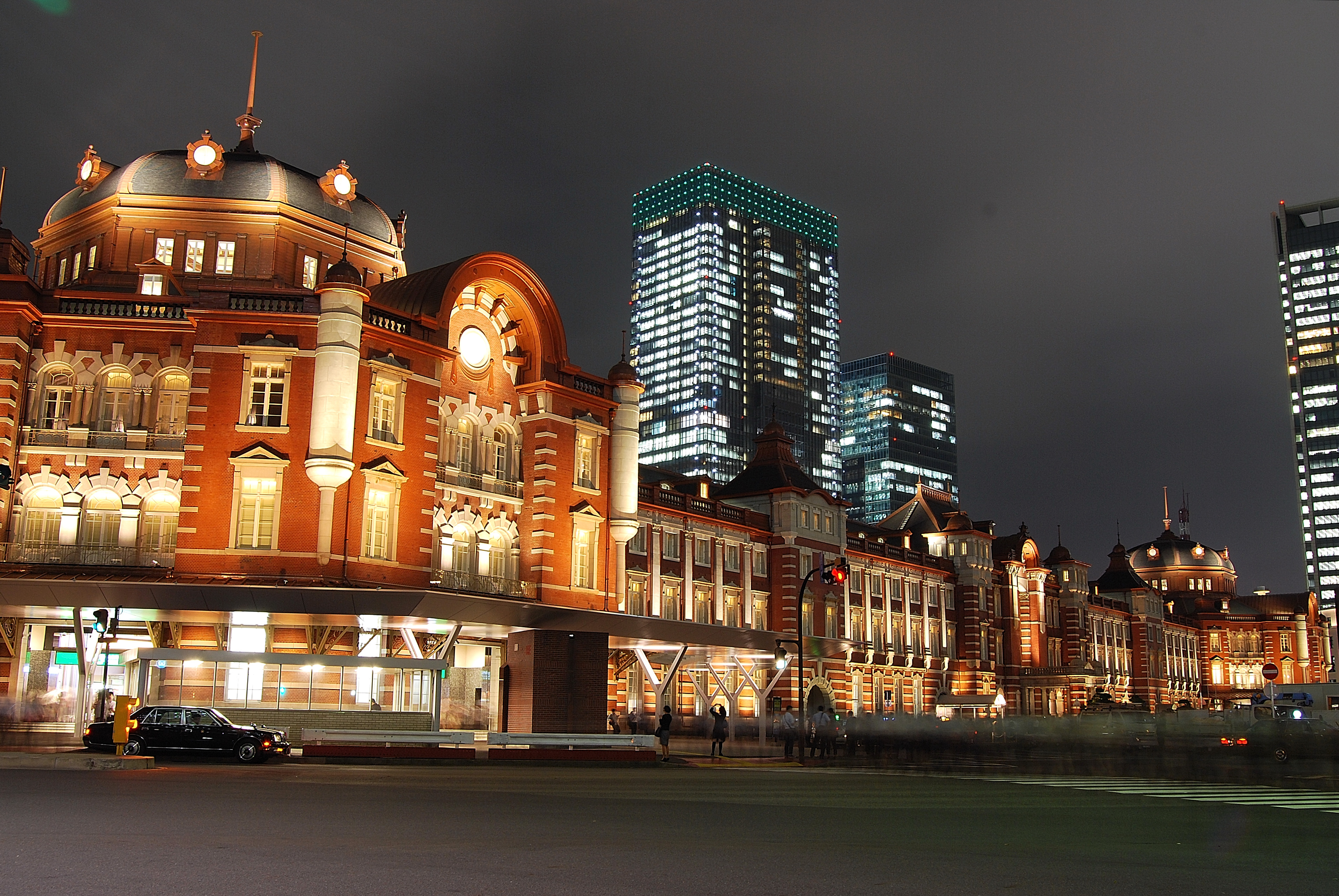
東京駅の発着路線は新幹線を含め12本あり、1日総発着本数は約4100本で日本最大のターミナル駅である。

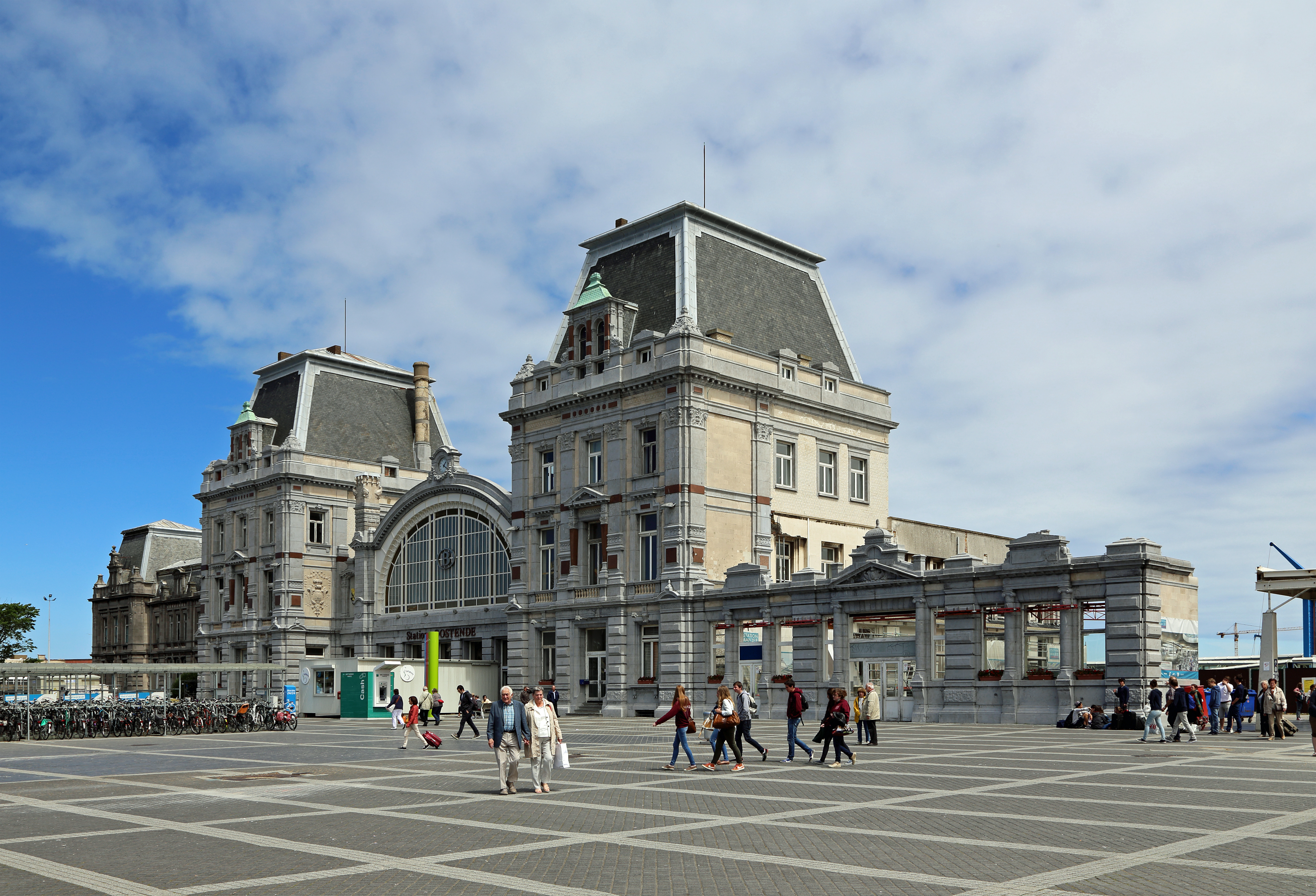
オーステンデ駅（ベルギー）

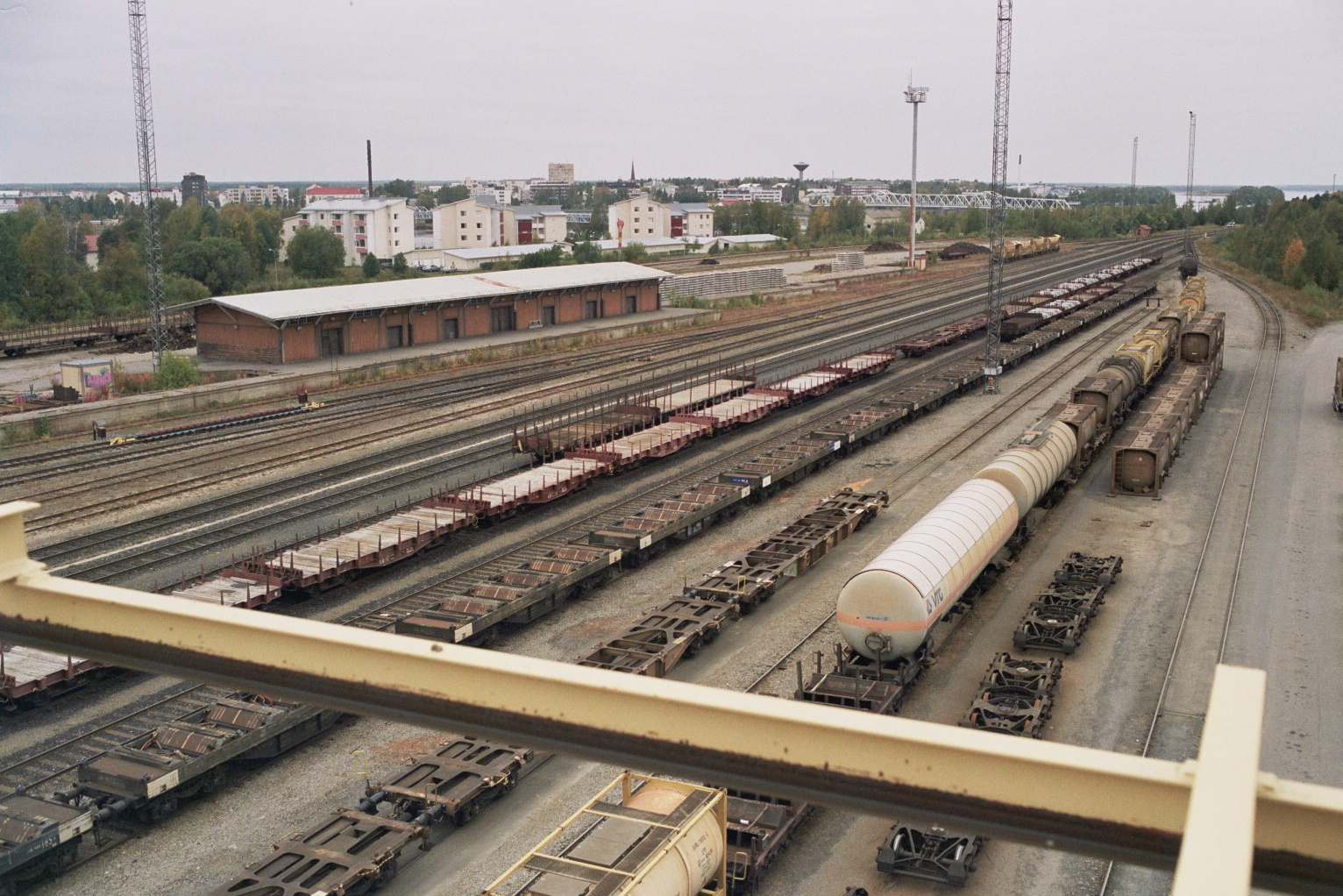
貨物駅の一例、フィンランドのトルニオ駅

鉄道駅（てつどうえき、仏: gare ferroviaire、英: railway station、米: train station）は、鉄道を構成する施設の一つで、列車を止めて旅客の乗降や貨物の積み降ろしをするための場所。
日本語では一般に「駅（えき）」と呼ぶが、「停車場」（ていしゃじょう、ていしゃば）等とも呼ばれる。なお、専ら貨物取扱をする駅は「貨物駅」と呼び、専ら旅客の乗降をするための駅は旅客駅と呼ぶ（後述）。
路面電車（軌道）の発着場所は、停留場（ていりゅうじょう）、電停（でんてい）とも呼ばれる。呼称については地域差が大きい。例えば東京都内の場合、都電ではかつては「電車の停留場」と呼ばれ、現在は「都電の停留場」と呼ばれている。一方で、東急世田谷線は鉄道線と同様に「駅」と呼ばれているが路面電車の根拠となる軌道法による正式名称では無い。

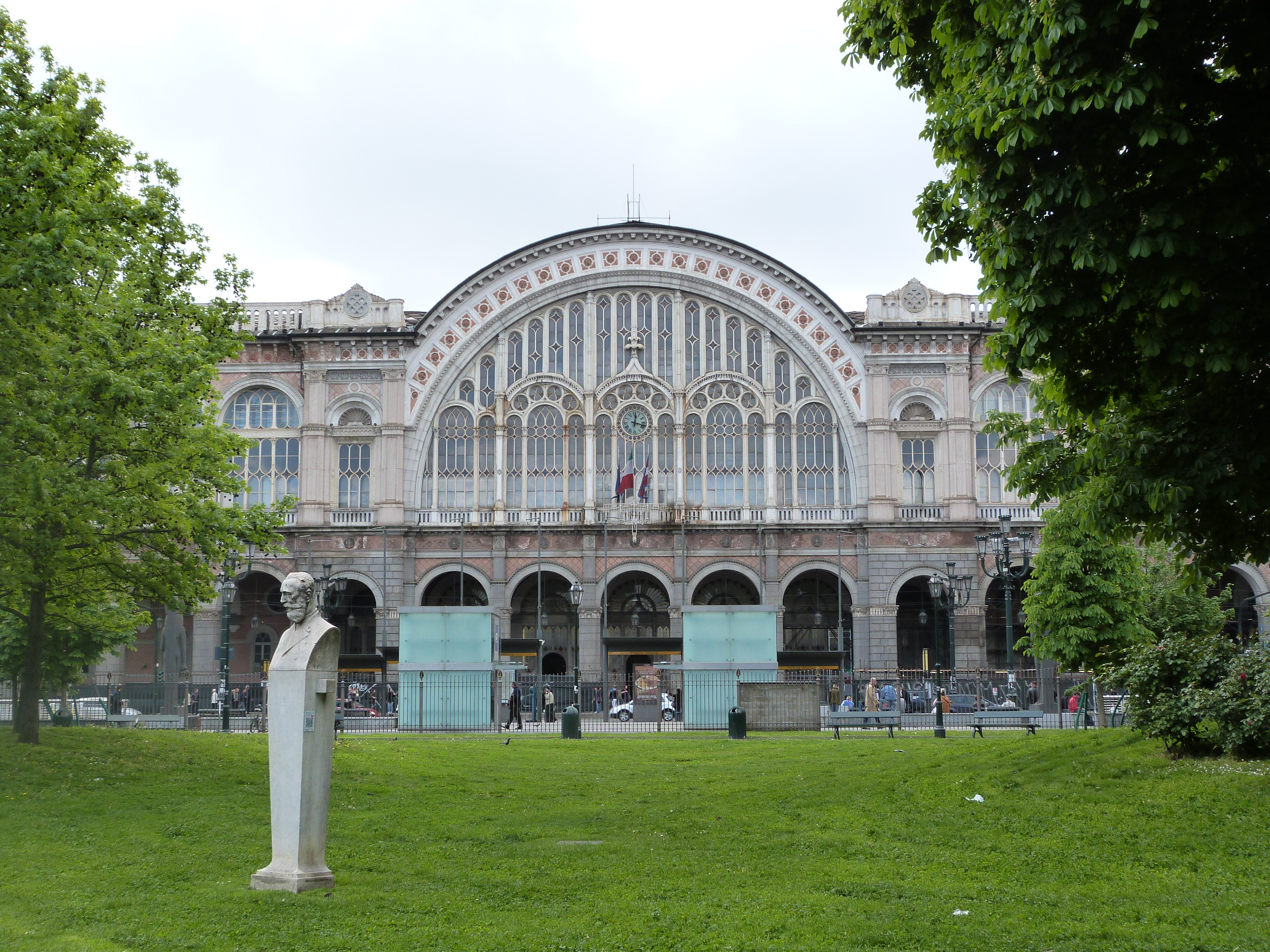
トリノ・ポルタ・ヌオーヴァ駅（イタリア）

英語では「station ステーション」、フランス語では「gare ギャール（ガール）」と言う。

## 概説
鉄道駅とは、列車が止まり旅客が乗降したり貨物を積降したりする場所である。鉄道駅で扱われるものは、大きく分けて貨物と旅客に大別出来る。
様々な分類法があるが、基本の分類法としては、鉄道路線の中における位置によって、終端駅（ターミナル駅） / 中間駅 / 分岐駅 / 接続駅 / 交差駅  などに分類される。また他の分類法としては、貨物列車に貨物を積降ろしすることを目的とした貨物駅 / 旅客の乗降のために設けられた旅客駅　と分類する方法もある。→#種類・分類
貨物駅は、引込線に移動させてから荷物積卸を行う方式の駅と、着発線上に荷役ホームがあり本線上の列車からコンテナを積卸しするE&S方式の駅がある。プラットホームが無い貨物駅もある。
旅客駅は、一般的には、駅舎、プラットホーム、線路等から構成される。特に簡素な旅客駅では、単線の線路と一つのプラットホームだけしか無く、駅舎が無い場合もある。線路数が多い旅客駅の場合は複数のプラットホームを有する。

## 欧州の鉄道駅

### 歴史

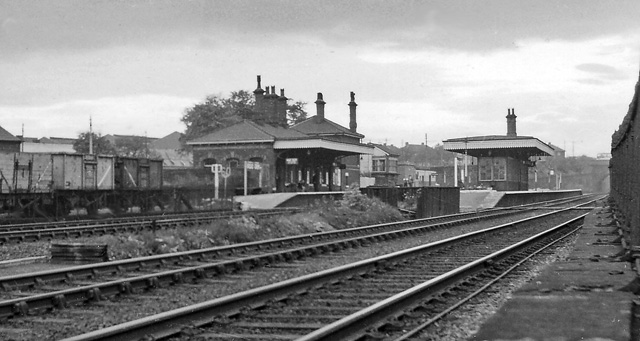
1830年開業のリヴァプールのブロード・グリーン駅は、現在も使用される世界最古の旅客鉄道駅の地である。

世界初の旅客鉄道は1830年にイギリスのリヴァプール - マンチェスター間に誕生したが、初期の鉄道駅はプラットホームと出発及び到着の建物が別々に建てられたもので簡素な構造であった。
ヨーロッパの大都市では中世に築かれた都市を取り囲む城壁の外側に鉄道各社の駅が配置され地方都市への始発駅となった。そのためヨーロッパの大規模な駅は平面で見ると櫛形になったいわゆる頭端駅となっている。
鉄道事業の成功が見込まれるようになると鉄道各社は路線拡大に努めたが、鉄道建設の資金調達の際、会社の信頼性と技術力を示すため駅への投資にも力を入れた。
1840年代末になると鉄道駅に複数路線が集中するようになり複数のプラットホームを繋ぐ横通路を有する構内ホールや送迎用ホールが接続して建設されるようになり、駅機能は一つの建物に集約されることが多くなった。

### 構造
ヨーロッパの都市部の鉄道駅では鉄とガラスの大アーチをもつ構内ホールを設けた鉄道駅が多くみられる。このような構造は1851年にロンドンで開催された第一回世界博覧会の水晶宮（バクストン設計）が契機になったと言われている。
1850年代までの鉄道駅は待合室が主たる設備であったため、旅客は待合室からそのまま構内ホールに向かう構造であることが多かった。しかし、1860年代になると待合室が駅の中心から後退する設計が多くなり、入口ホールと構内ホールを結ぶコンコースが誕生した。この時期には旅客の利便向上のために駅構内に売店が出現した他、ターミナルに併設してホテルが建設されるようになった。
- ロンドン、セント・パンクラス駅のユーロスター・ターミナルの大アーチ
- セント・パンクラス駅の大アーチの下、ユーロスターが停車中のホーム
- イギリス・ロンドンのキングス・クロス駅の西コンコース
- ロンドン・ヴィクトリア駅のコンコース
- ロンドンのウォータールー駅のコンコース
- アメリカのニューヨーク市のグランド・セントラル駅の大アーチ（1873年）
- アメリカのニューヨーク市のグランド・セントラル駅のメインコンコース
- アトーチャ駅( スペイン)の外観
- ヘルシンキ中央駅( フィンランド)の外観

## 日本の鉄道駅

### 歴史

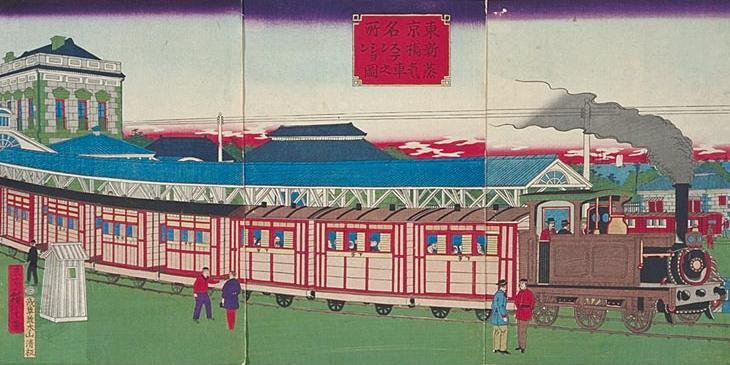
1872年開業の日本初の鉄道の起点駅とされた初代新橋駅（後の汐留駅）

日本では1872年に新橋と横浜の間に6駅を有する日本初となる鉄道路線が開通した。日本における初期の鉄道は旅客輸送を主目的として建設されたが、鉄道創業期には輸送量が不確定であったため駅舎は木造平屋建ての簡素なものであった。
20世紀に入り鉄道国有化が行われると、駅は改良期を迎え、吹き抜けを有する入口広間から待合室を経てホームに出る様式が多く採用された。20世紀初頭の駅建築には、新たに建設された東京駅の他、2代目駅舎として建築された日光駅、門司港駅、原宿駅、奈良駅等がある。
鉄道利用者は次第に増加したが、1923年に関東大震災が起きると駅の不燃建築化が進められ、これを契機に駅待合室や通路の設計基準が策定された。また、3大都市圏にある主要駅は高架化が進められ、特に三宮駅、神戸駅、名古屋駅等では線路で市街を分断しないように駅構内での連絡も考慮されるようになった。
第二次世界大戦では日本にある鉄道施設の全面積の約20%が焼失。復旧のための工事費は不足し、それを補うため民間資本の店舗と合築する民衆駅方式や国鉄債権地元引受方式による駅改良が進められた。

### 日本の駅の特徴
主要旅客駅の特徴
日本では主要駅でも頭端式は少ない。日本の中規模程度の旅客駅舎では典型的には、切符売り場、改札口、駅員がいる事務室、旅客が列車を待つ間椅子に座っていられる待合室等を備える。比較的大規模の駅の場合は、コンコース、売店、観光案内所等、様々な施設・設備を備えていることが多い。さらに、駅に本来の鉄道以外の機能をふんだんに足すために駅舎の建物を大きなビルとしたものを駅ビルと呼ぶ。駅ビルには、テナントとして商業施設、企業のオフィス、ホテル等が入っていることが多い。

### 名称
明治時代に日本に鉄道が導入された際、英語の station の日本語訳が確定せず、
- 鉄道舘[9][10][11][12]
- ステイション[9]
- ステーション[13][注 6]
- ステイーシヨヲン[14]
- ステンション[15]
- ステンショ[16][17]
- ステエシヨン[18]

などと呼ばれた。明治10年代頃から「停車場」が用いられ、正式な訳語となった。一方で利用者は、街道（駅路）の宿場（宿駅、駅家）を意味する「驛」（新字体「駅」）を用いた。鉄道発達に伴って、明治中頃までに街道の「駅」はその地位を失い、鉄道の「駅」に人々が集うようになったため、宿場を指して「駅」と呼ばれなくなっていった。鉄道関係者も station を時に「駅」、時に「停車場」と用語を混用したため、鉄道省は、1936年（昭和11年）に職制を改正し、「駅」と「停車場」との呼び分けを明確にした。
駅には固有の名称である駅名が付けられている。駅名は主に所在地の地名など伝統的な呼称、施設名などから採られることが多く、直接的に人名に由来するものは稀である。重複や混同を避けるため旧国名や鉄道会社名が冠されているものも多い。漢字の駅名が圧倒的に多いが、平仮名や片仮名表記のものも散見される。
1926年（大正15年）頃、井上匡四郎鉄相時代に全国的に駅名表示が発音通りとするよう見直しが行われた（例：「まなづる」から「まなずる」へ変更）が、1929年（昭和4年）、小川平吉鉄相が旧仮名遣いに戻すよう厳命。大半が旧仮名遣い等の元の名称に戻ることとなった（但し「王子」を「わうじ」、「甲府」を「かふふ」と表記するような厳密さは無かった）。なお小川鉄相時代には駅名を左書きから右書きに改正することも行われている。

## 種類・分類

### 位置による分類
鉄道駅は位置によって、終端駅、中間駅、分岐駅、接続駅、交差駅等に分類される。
終端駅
終端駅（terminal station）は多くの列車にとって始発着の起点・終点になっている鉄道駅
中間駅
中間駅は路線の中間に位置する鉄道駅
分岐駅
分岐駅はその駅から別の線が分岐する鉄道駅
接続駅
路線が近接しており乗客が乗換可能な位置にある鉄道駅
交差駅
2つの路線が交差する位置にある鉄道駅

### 輸送対象による分類

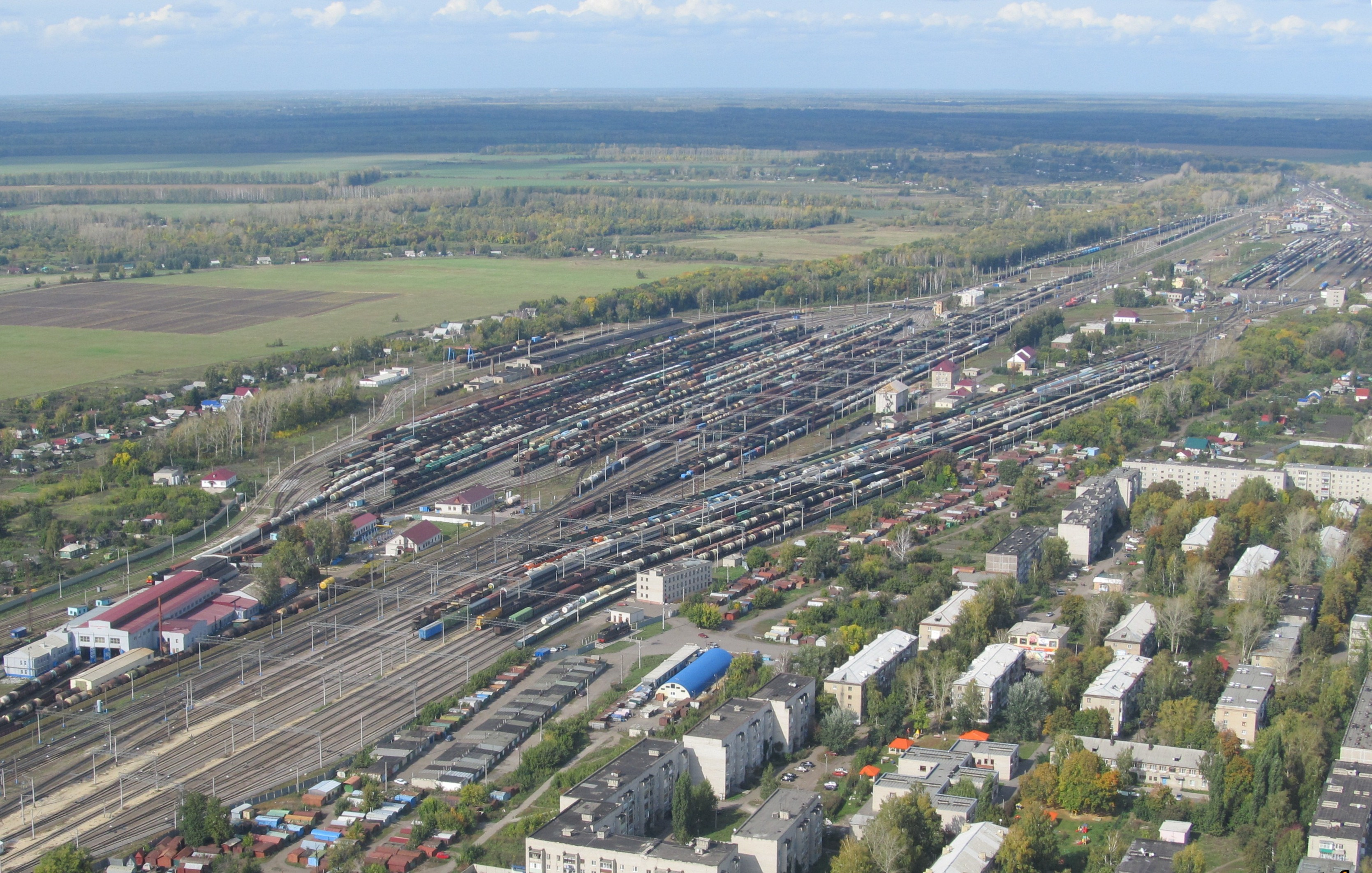
ロシア・ミチュリンスクの貨物駅

貨物駅
貨物駅とは貨物列車に貨物を積降ろしすることを目的とした鉄道駅である。世界的には鉄道の主たる用途は貨物輸送であるので、貨物駅の重要性は高い。
旅客駅

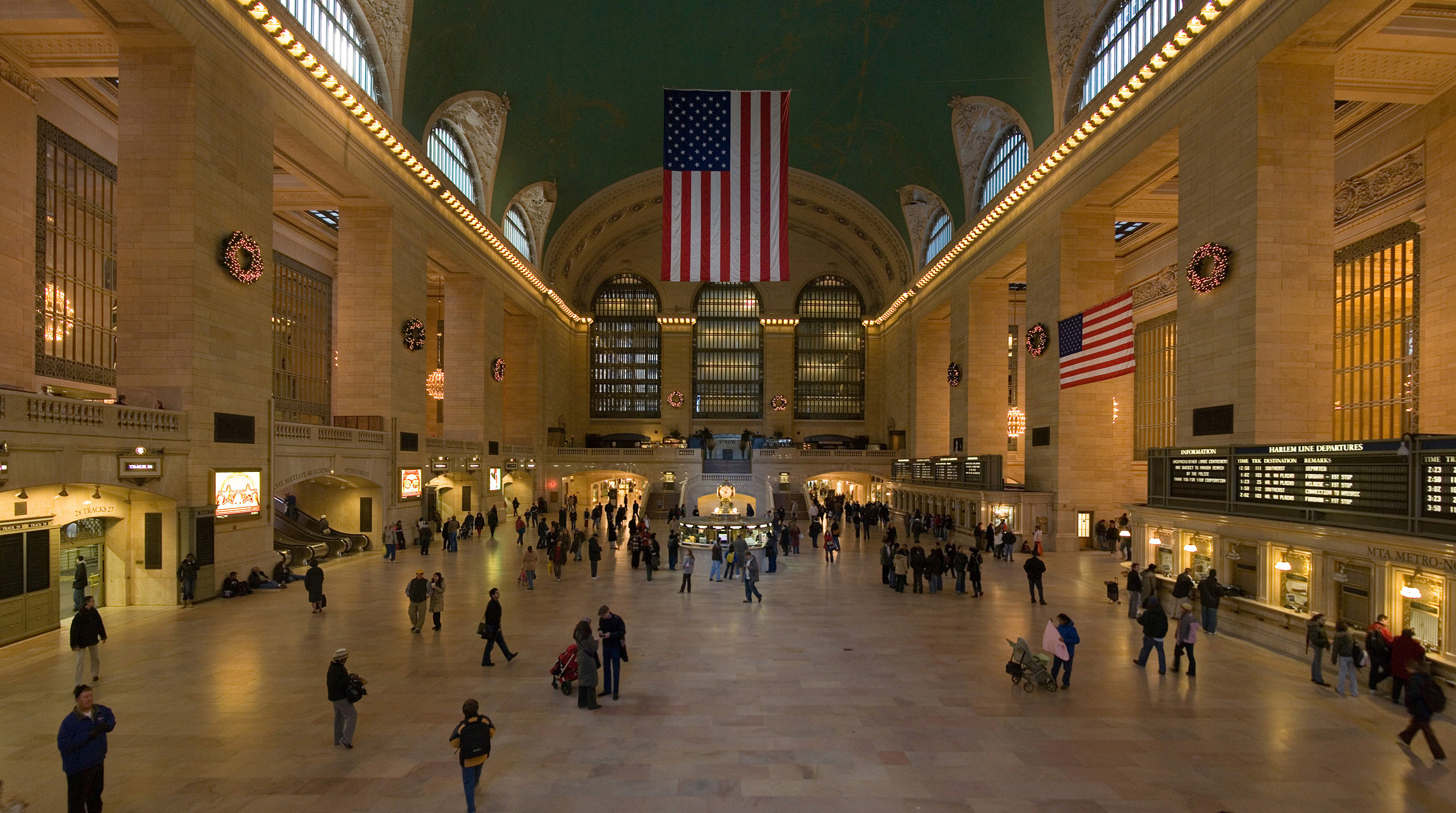
世界最多の44面67線のプラットホーム数を有するグランド・セントラル駅

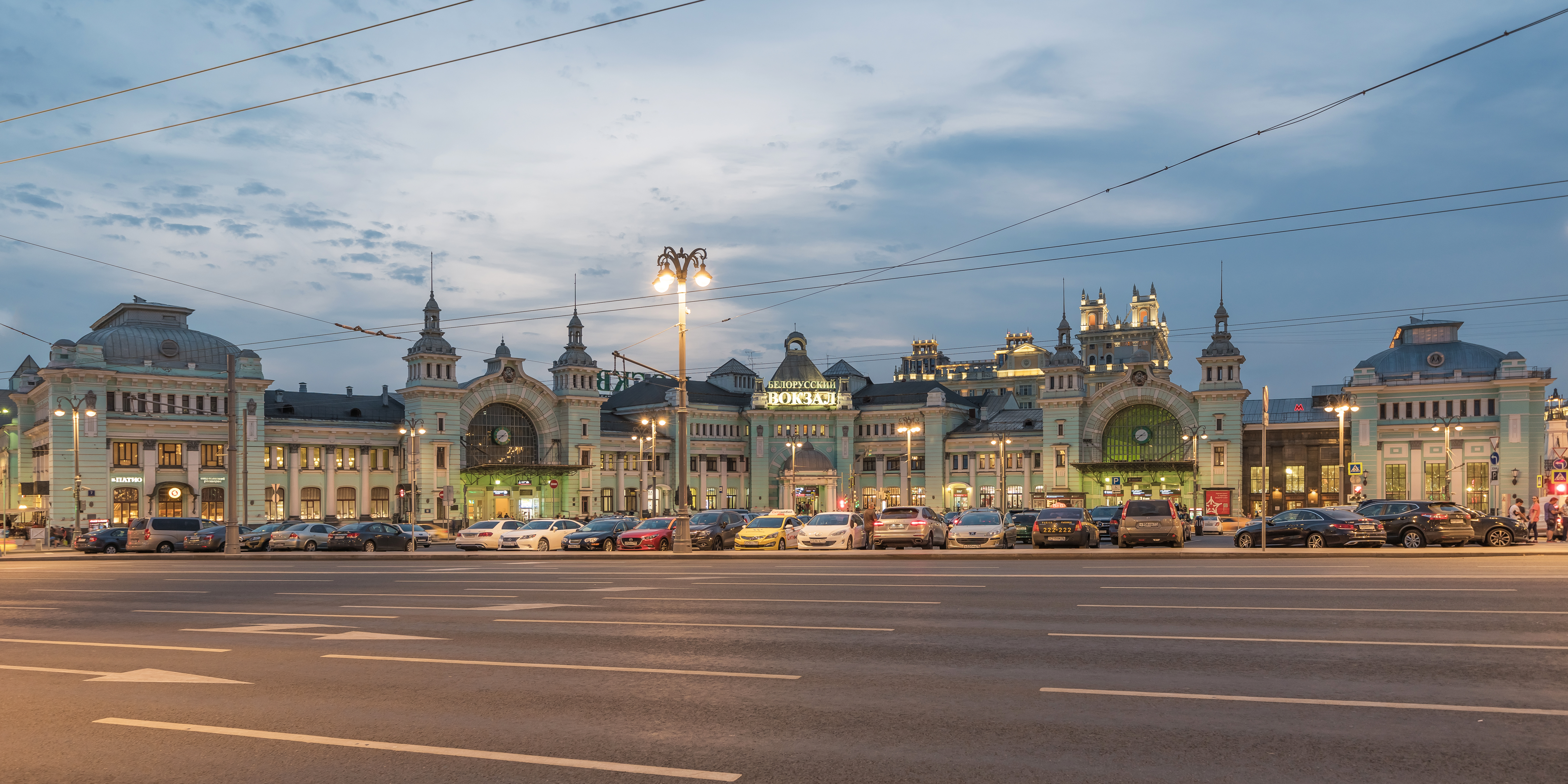
ベラルースキー駅（ロシア）

旅客駅は旅客の乗降のために設けられた駅のことである。
一般的には、主に駅舎、待合室、プラットホーム、線路等から構成される。簡素な駅では（駅舎や待合室も無く）プラットホームが一つだけの場合もある。単線の駅の場合は、en:passing loop （交換線） が設置されることも多い。なお、信用乗車方式を採用する場合は規模に関わらず最小限の設備に抑えられている。反対に線路数が多い駅の場合は跨線橋も設置される。
旅客を取扱う駅では、一般には乗降のための設備を有しており、乗降するための台をプラットホーム（ホーム）と呼ぶ。ホームに並行する形でホームの片側又は両側に線路が敷かれる。複数の線路を有する駅では、複数の乗り場に「○番線」「○番ホーム」「○番のりば」「プラットフォーム○」のように番号を付けて旅客の便を図っている。その他、運行時刻を掲載した時刻表が備え付けられていることがある。ホームへ入場する際に改札を通る場合がある。無人駅や、路線によっては改札が省略され、列車への乗車後に運賃を支払う場合もある。また、乗車しなくてもホームに立入るために入場券が必要になる場合もある。
複数の路線が乗り入れる主要な旅客駅（ターミナル駅）では駅員が配属され、特殊な切符の発券窓口等もある。それ以外の駅でも駅員が配属されることもあるが、発券機や自動改札と言った機械設備が人間に代わって駅業務を果たしており無人化されているところもある。また、利用者の少ない駅では駅員が配属されない傾向にある。このような無人化された駅は無人駅と呼ばれる。反対に駅員がいる駅は有人駅と呼ぶ。駅舎や周辺の管理は、有人駅であれば基本的に駅員が行うことになるが、無人駅では管理している鉄道会社が定期的に行うこともあれば、駅周辺に住む住民によって管理されることもある。
鉄道駅には常時乗客の乗降に使用される一般的な常設駅の他に、特定の季節又は日に限って使用される臨時駅がある。ただし、毎日営業するものの、営業時間が限られている駅については常設駅として扱われる。

### 構造による分類
鉄道駅は構造・形態でも分類できる（橋上駅や地下駅等）。

#### 地上駅
地平駅舎

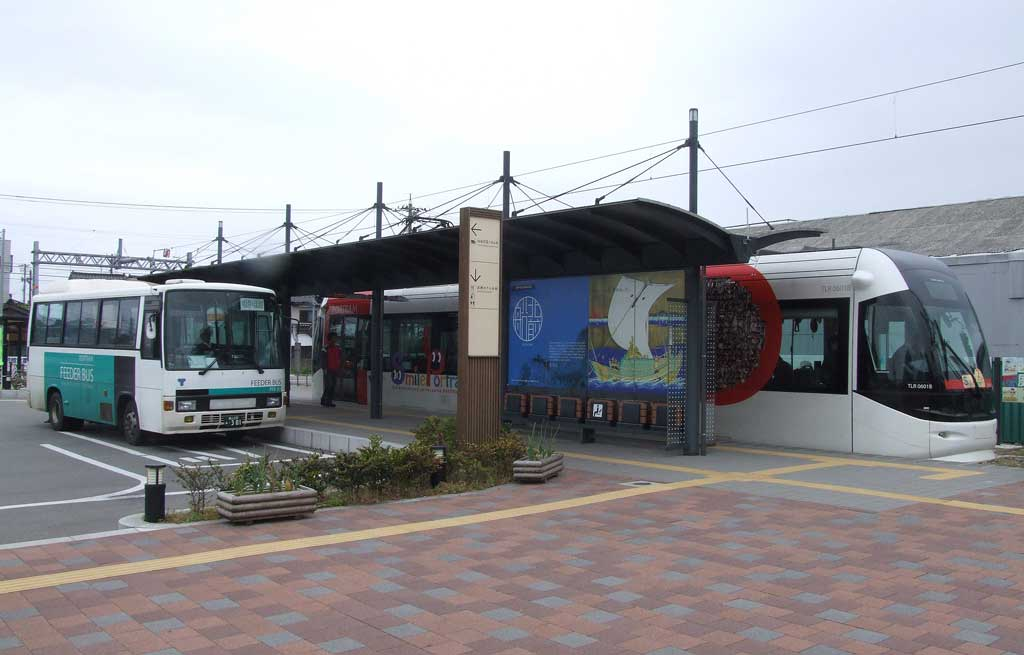
地上駅 (地平駅舎) の例 (富山ライトレール富山港線岩瀬浜駅)

地平駅舎は、一般的には駅舎およびホームが取り付けの道路と同じ、あるいは殆ど同じ高さにある駅のこと。片側ホームであればホーム高さ分を盛土して道路 - 駅舎 - ホーム間が段差無しで直結出来る。古くからの駅の構造であるが、線路を挟んだ向かい側（駅裏）からの利用は不便となり、また、都市を分断する等の理由から後述の橋上駅舎や高架駅に改築された駅も存在する。ホームと駅舎のどちらか一方、または両方が築堤などの上にあり、標高差が少しある場合もある。
利点としては、1面1線、2面2線や一線スルーなどの構造では駅舎正面に列車を着発させられ利便性が高く、構内踏切を用いればエレベーター無しに簡単にバリアフリー化できる。また、建設費が安く、改修や改良の工事がたやすい。
一方、構内踏切は安全面でやや不安を抱える。車椅子での利用は事前連絡が必要となっている例もある。構内踏切に遮断機が設置されている場合は、眼の前に列車がいても発車するのを待たないと線路を渡ることが出来ない。また、駅舎ごとに改札と券売機が必要となる。
橋上駅舎

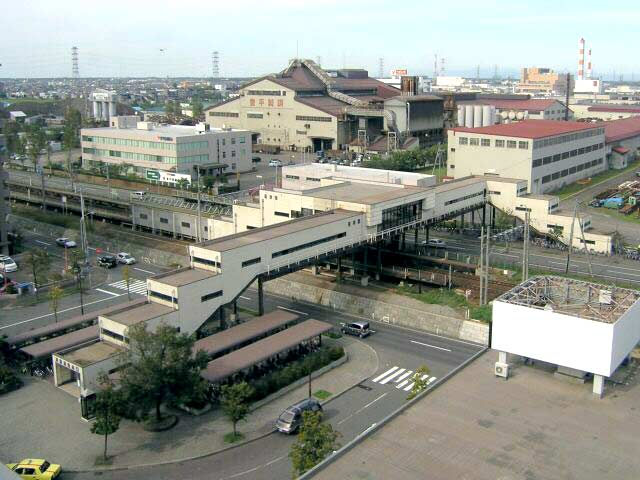
地上駅 (橋上駅舎) の例 (JR北海道函館本線発寒駅)

橋上駅舎を有する駅を橋上駅と呼ぶ。跨線橋と駅舎を一体化したような形で、ホームや線路の上空に改札など従来の駅舎にあった諸施設が設置され、外部やホームには階段やエスカレータやエレベーターで接続される。2面2線地上駅で済む程度の駅では利用者側からすれば無意味な昇降をさせられるが、運営者側にとってはとくに有人改札・きっぷ式が主流の時代、線路を挟んで改札を2つ作るより、橋上の1か所に改札と切符売り場を統合する方が管理がしやすく、人件費など運用コストも削減できる利点があった。また、鉄道で分断されていた南北の市街地を結ぶ自由通路を兼ねる場合もある。
橋上駅舎化により新たに設置した階段部分、エレベーター部分がかつての駅舎部分より小さく収まれば、店舗や駅前広場等有効活用可能なスペースが生まれる。地上ホームではなくて、掘割にプラットホームがある場合も橋上駅舎と呼ぶ。

#### 高架駅

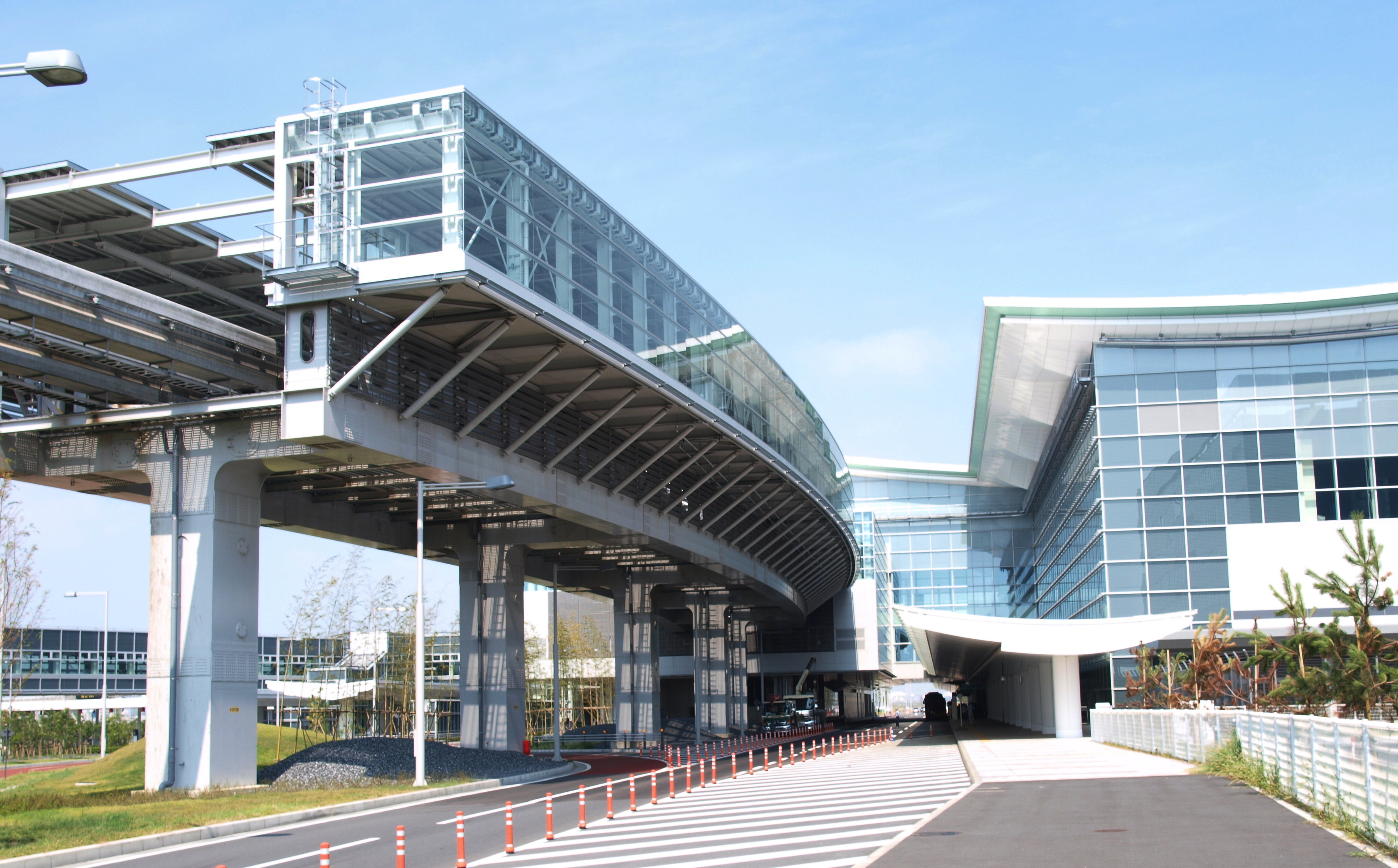
高架駅の例 (東京モノレール羽田空港線羽田空港第3ターミナル駅)

高架駅とは、鉄道が高架化された場合等、ホームが高架部分にある駅のことである。この場合、駅舎も高架の部分に造られる場合と、階段を下りた高架下等の地上に造られる場合がある。
駅舎は高架下を利用して設置されていることが多い。高架線で開通した路線の駅や、地上を走る路線の高架化による連続立体交差事業に伴って、古くからの地上駅が高架駅に改築された場合が多い。広義では築堤も高架であり、築堤上にホームを有するものも高架駅と言える。
踏切が無いのが特徴で、高架駅の利点と言うより高架橋の利点であるが、高架下が有効に使用出来る。駅舎を高架下に設置する場合は駅舎の用地取得が省け、また利用価値の高い駅周辺の土地を有効活用出来る。
高架下に駅舎を設置する場合、乗客が駅両側から改札まで等しい距離で到達できる。ホーム間の連絡通路が高架下に設けられることも多く、この場合ホームまでの上下移動が、橋上駅舎を設置した地上駅の半分で済み便利である。

#### 地下駅

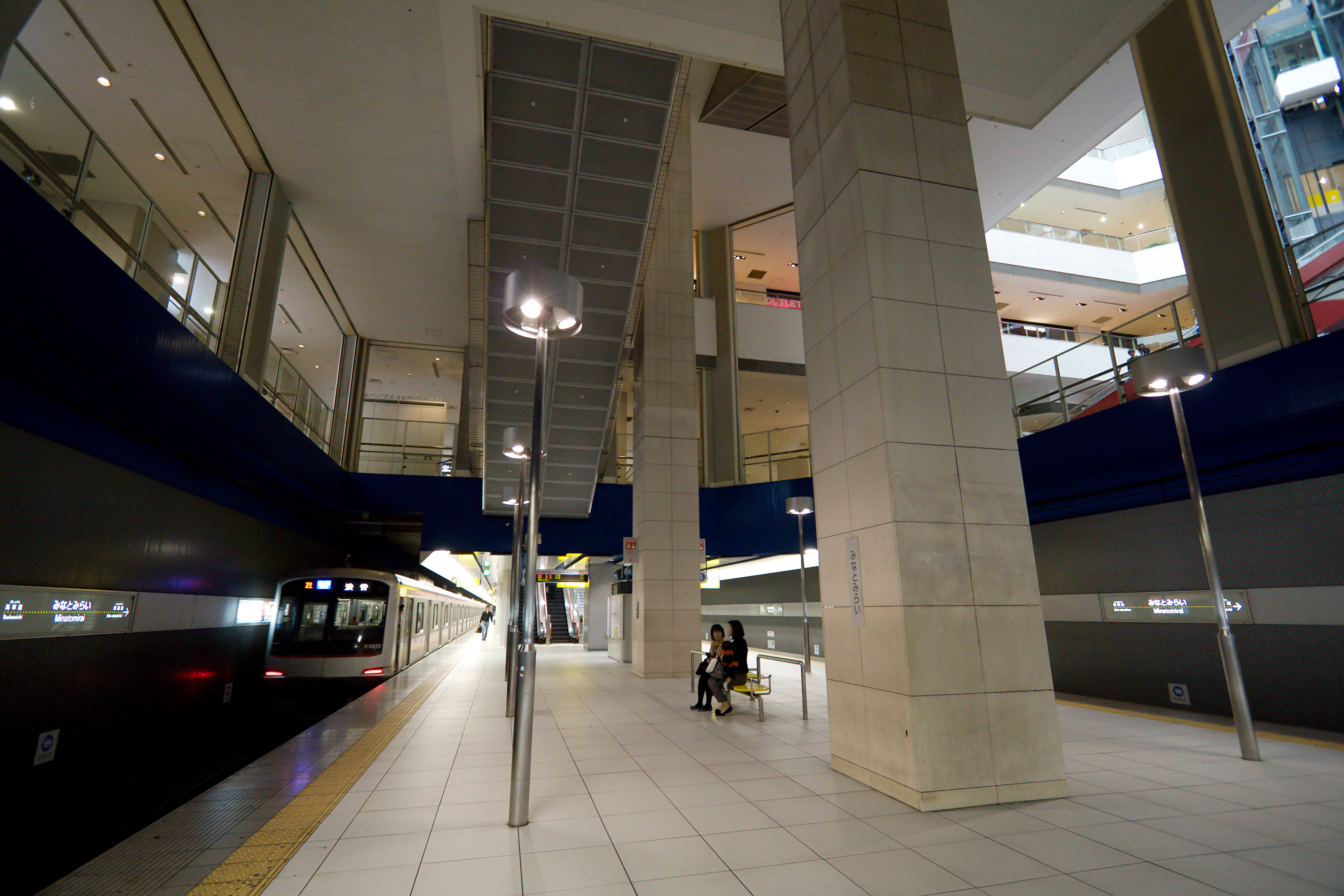
地下駅の例 (横浜高速鉄道みなとみらい線みなとみらい駅)

地下駅とは、ホームが地下部分にある駅のことである。
地下鉄で一般的な構造であるが、路線自体は地上にあり、橋上駅舎とは逆に、駅舎のみを地下に設置した地下駅舎もある（効果としては橋上駅舎と似ている）。地上にはホームの他に出入口が設けられるが、地下鉄の駅出入口のように小規模のものもあれば、一般の地上駅舎並みの立派な出入口を設けている例も見られる。
地下路線、あるいは地下化による連続立体交差化が行われた区間における構造で、駅舎は地上か地下、又はその両方に跨って設置される。多くは地下鉄のような都市トンネル内にあるが、中には山岳トンネル内に設けられている駅もある(筒石駅や湯西川温泉駅等)。また特殊な例では、かつて海底トンネル内に位置する駅もあった(竜飛海底駅、吉岡海底駅)。広義には掘割の中にプラットホームを設けた構造の駅を含む。
他の駅構造と比べて地上の構造物が少ないため、土地の占有や景観への影響が比較的小さく済む他、日照の遮断や駅周辺への騒音も起こりにくい点が特長である。

#### 上下移動の問題
地下や橋上・高架駅は車椅子やベビーカー、身体障害者、高齢者等には駅員や周りの人の手助けが必要になったりする欠点があり、古い駅舎ではバリアフリー設備を欠いていることが多い。このためエレベーター等の設置が推進されている。
地下駅は架線・車両限界のスペースが不要であるため、橋上駅舎よりは上下する距離を短くすることが可能である。一方、地下に建設する場合、その特性上、建設費や維持管理性、駅の拡張性については他の駅構造と比べ劣ることが多い。また他の地下構造物同様密閉空間であり、特に深度が深い場合や構内が複雑な場合は火災や浸水、停電等に弱い。加えて過疎駅などでは照明がコスト削減され構内が暗かったり、利用者が方向を見失いやすいため、駅の建設や改修に当たっては、防災や乗り換えの簡便さなど総合的な配慮が必要となる（「地下#地下の危険性と防災施設」も参照）。

### 乗入路線数による分類
乗換駅
2以上の鉄道路線が乗入れている駅で、相互に乗換が可能な駅。
単独駅
1つの鉄道路線のみが乗入れている駅。

### 駅員配置による分類
駅員を配置している駅を有人駅、そうでない駅を無人駅と呼ぶ。

## 存在効果
鉄道駅には、利用するか否かに関わらず、駅そのものの存在によって安心感や満足感が得られる、と言う考え方があり、これを存在効果と言う。国土交通省によれば、鉄道駅の存在効果は、次の5つの価値から構成される。
1. オプション価値 - いつでも利用出来ると言う安心感から得られる価値。
2. 代位価値 - （本人以外の）周辺の人が駅をいつでも利用出来ると言う安心感から得られる価値。
3. 遺贈価値 - 未来の世代に良い移動環境・生活環境を残せると言う安心感から得られる価値。
4. イメージアップ価値 - 地域のイメージや知名度の向上による満足感から得られる価値。
5. 間接的利用価値 - 駅舎や駅前が整備されることによる満足感から得られる価値。

高崎経済大学准教授の小熊仁は、仮想評価法（CVM）に基づくアンケート結果から、JR高崎問屋町駅の存在効果を年間1億3384万円と推計した。その内訳は、遺贈価値4138万円、代位価値3530万円、オプション価値2787万円、イメージアップ価値2227万円、間接的利用価値702万円である。

## ランキング
- 世界で最も混雑する旅客駅は、東京の新宿駅であり、1日あたり350万人（年間12.7億人）が利用する[22]。
- 世界で最もプラットフォームが多い駅は、ニューヨークのグランド・セントラル駅であり、44のプラットフォームを備える[23]。
- 世界で最も長いホームを持つ駅は、インドのカルナータカ州にあるフブリ・ジャンクション駅で、ホームの長さは1,505メートル（4,938フィート）である[24]。
- 世界で最もホームが高い駅（標高ではない）は、重慶の華龍橋駅（英語版）で、重慶9号線の列車は地上高48メートルに停車する[25][26]。
- 世界最大の高架駅は、ニューヨークのコニー・アイランド-スティルウェル・アベニュー駅で、8本の線路と4つの島式ホームを持つ[27]
- 2006年6月に開業した上海南駅は、世界最大の円形の透明屋根をもつ駅である[28]。

## ギャラリー

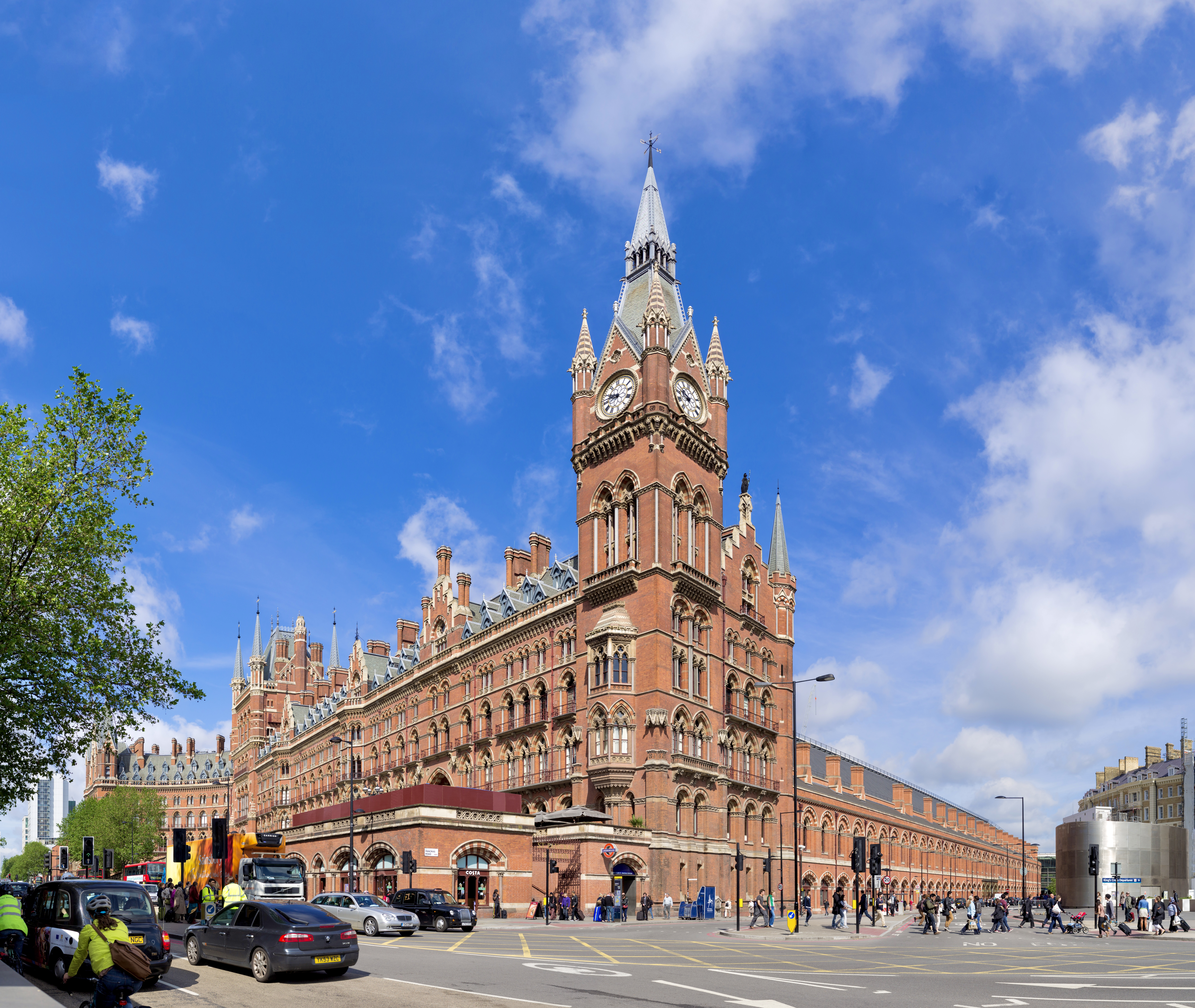
セント・パンクラス駅 ( イギリス)
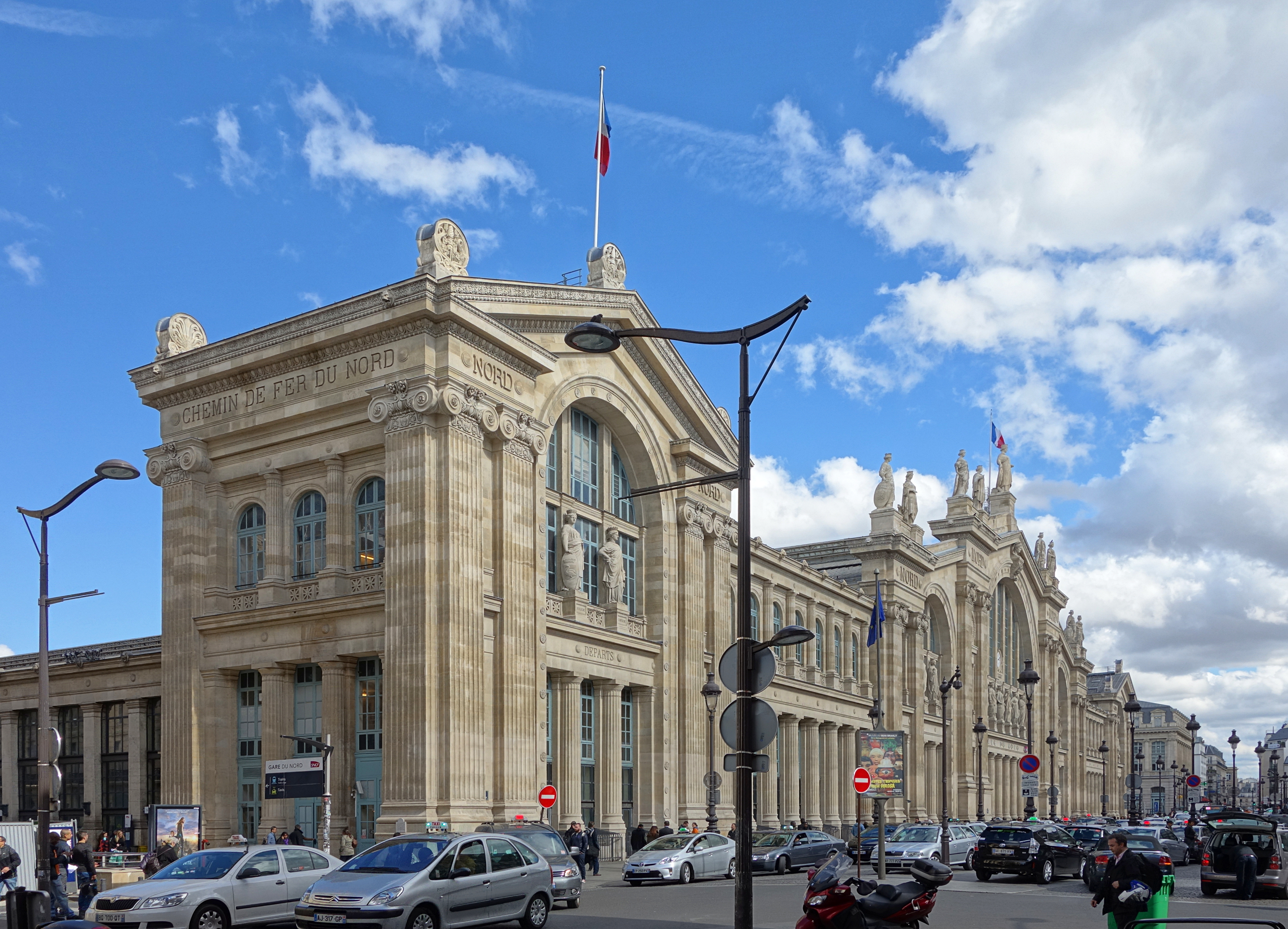
パリ北駅 ( フランス)
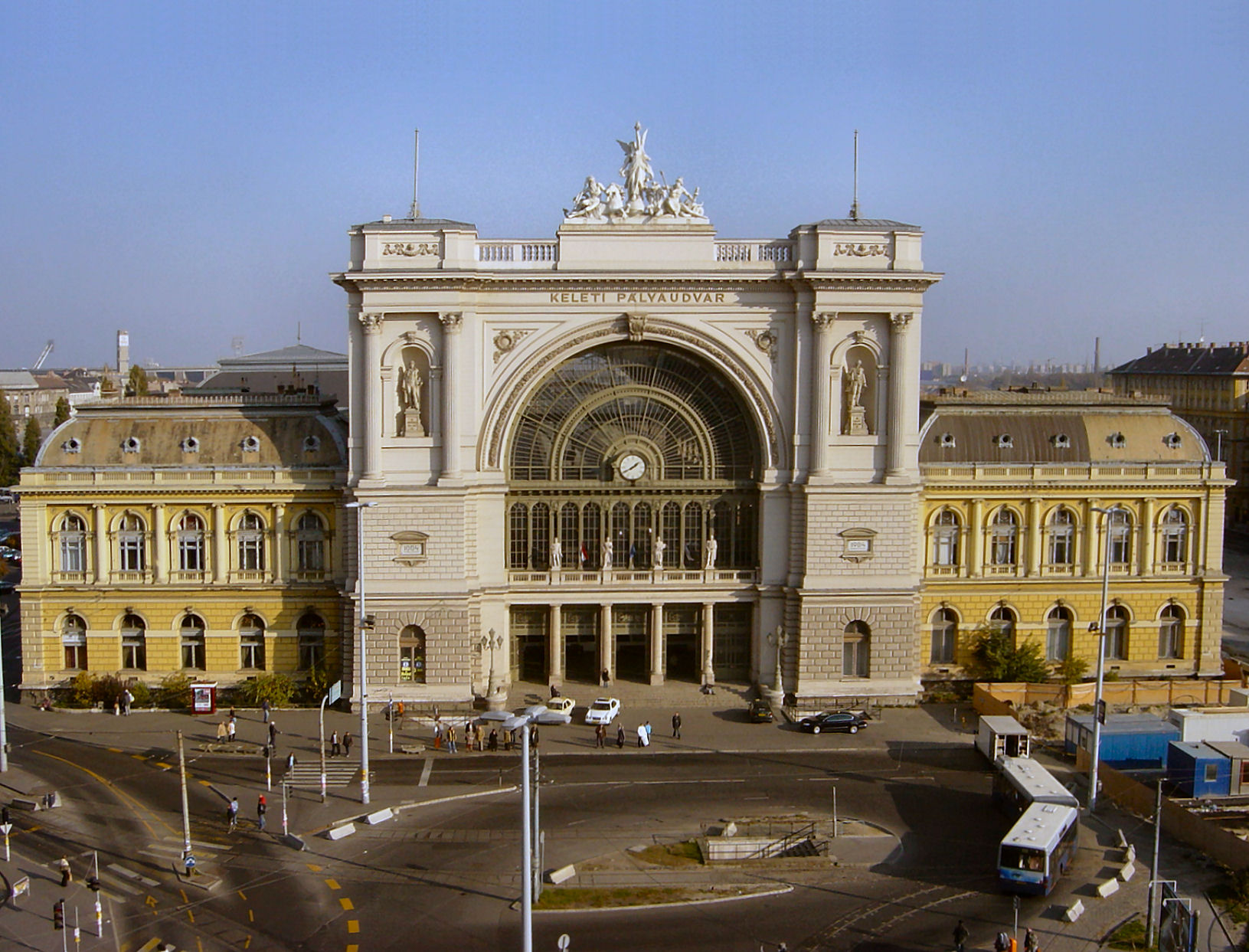
ブダペスト東駅 ( ハンガリー)
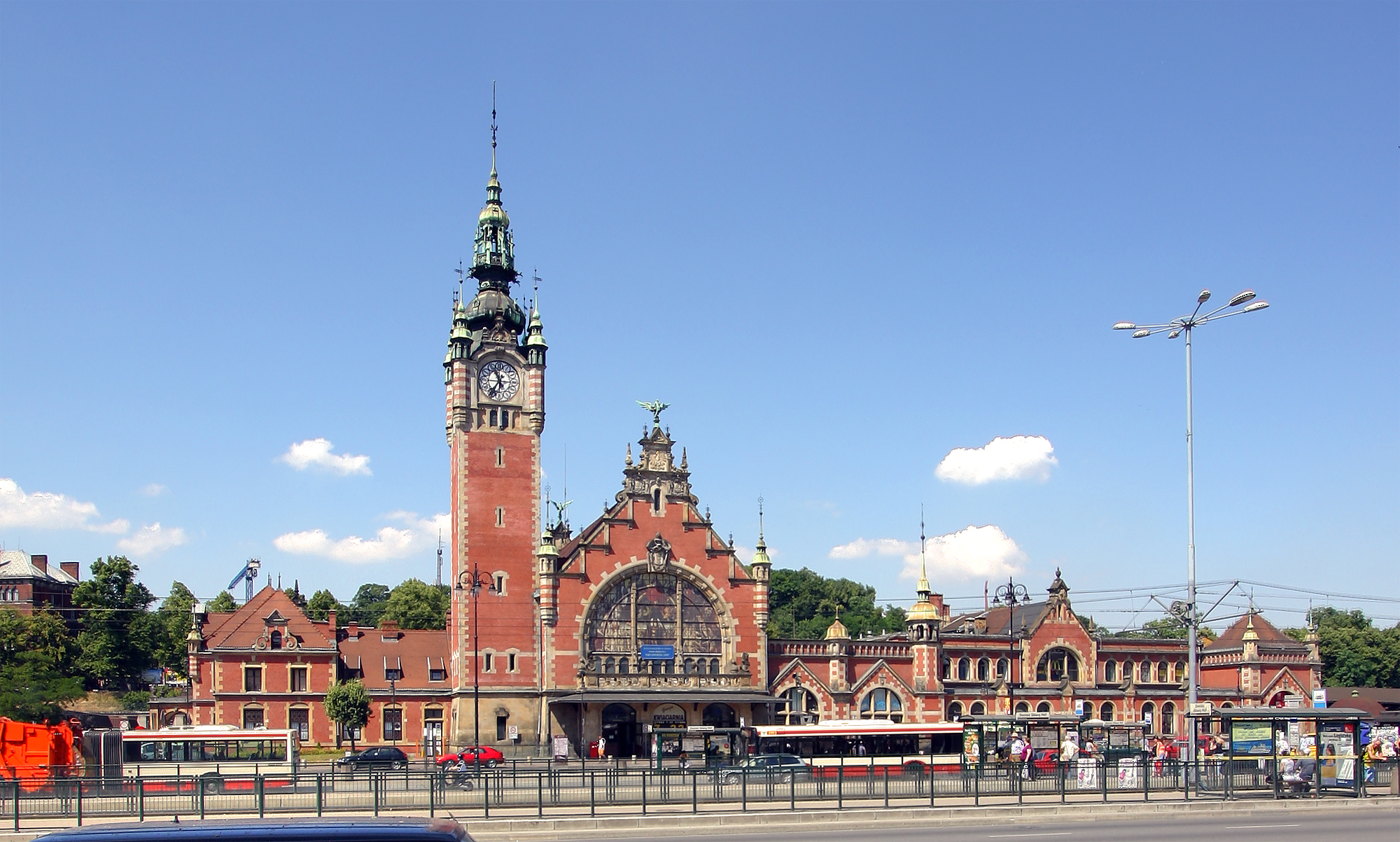
グダニスク中央駅 ( ポーランド)
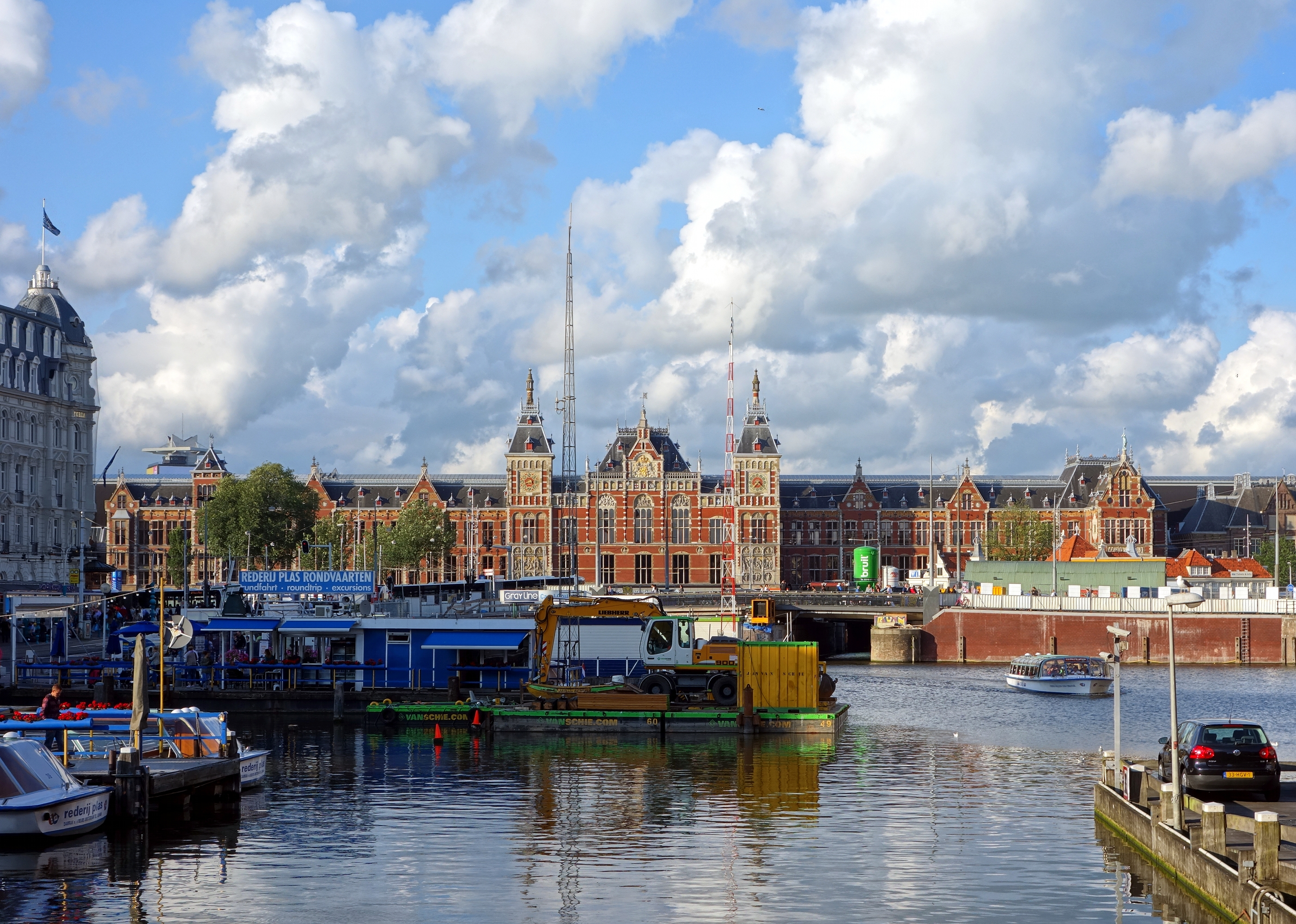
アムステルダム中央駅 ( オランダ)
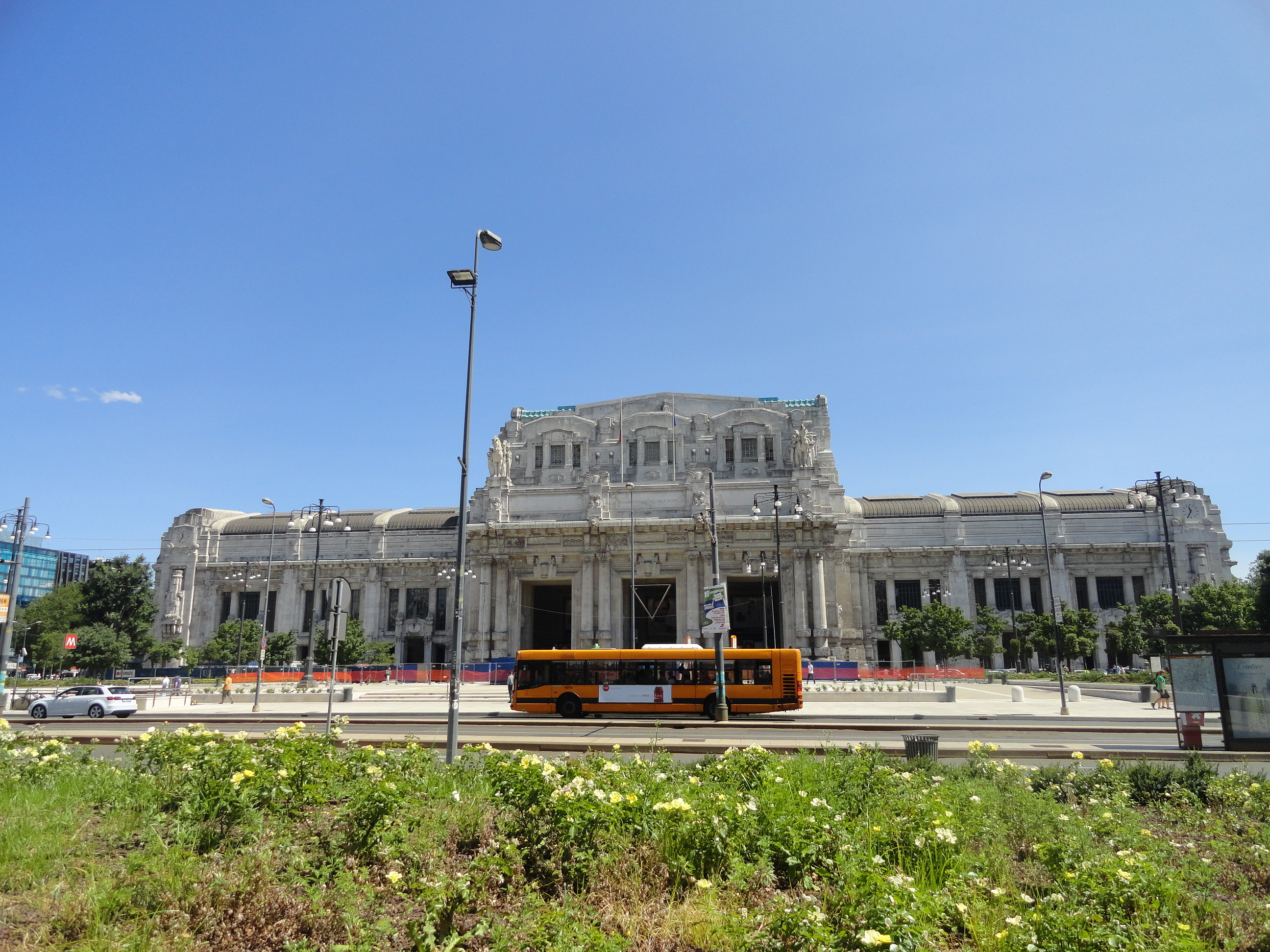
ミラノ中央駅 ( イタリア)
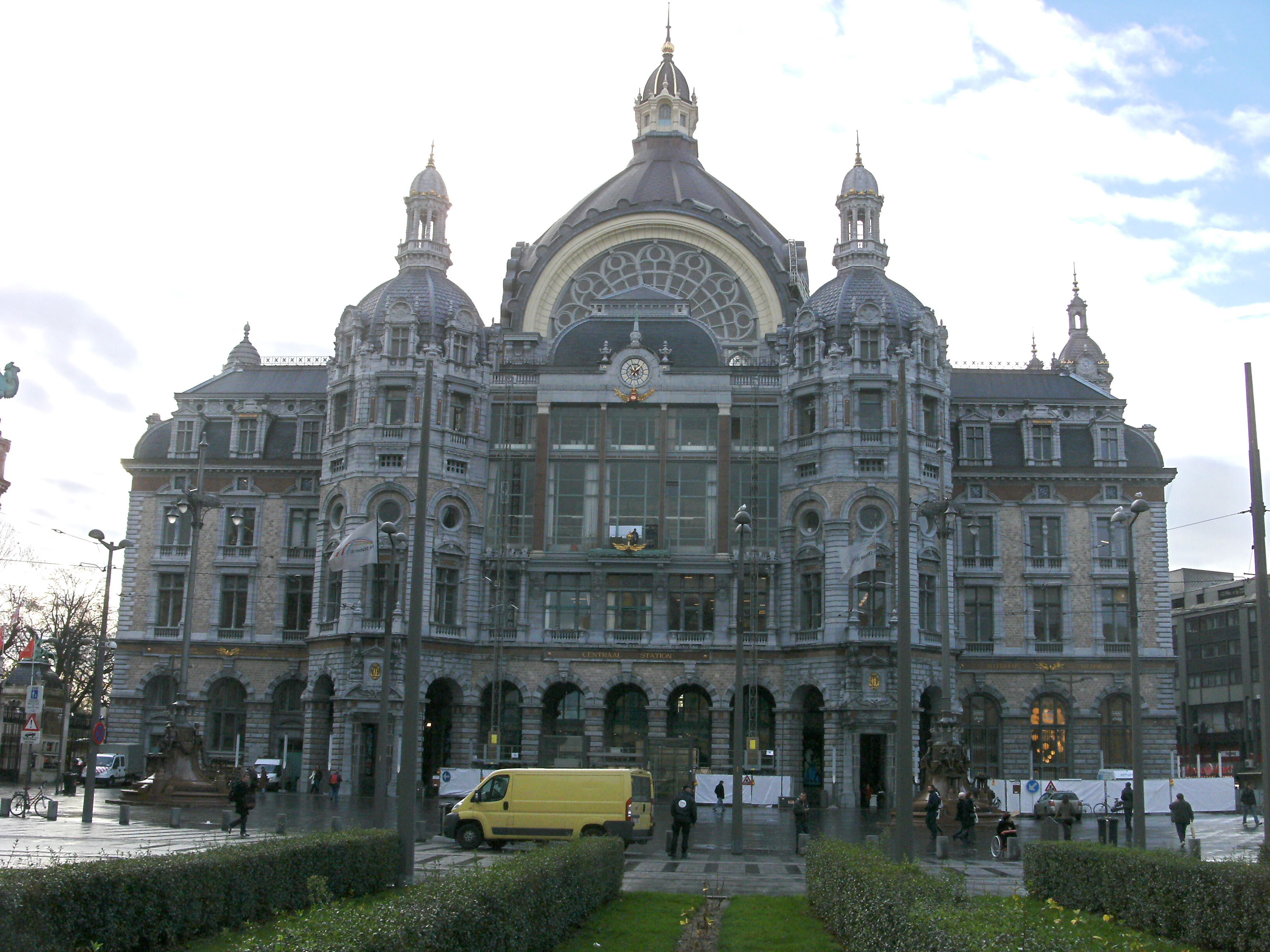
アントウェルペン中央駅 ( ベルギー)
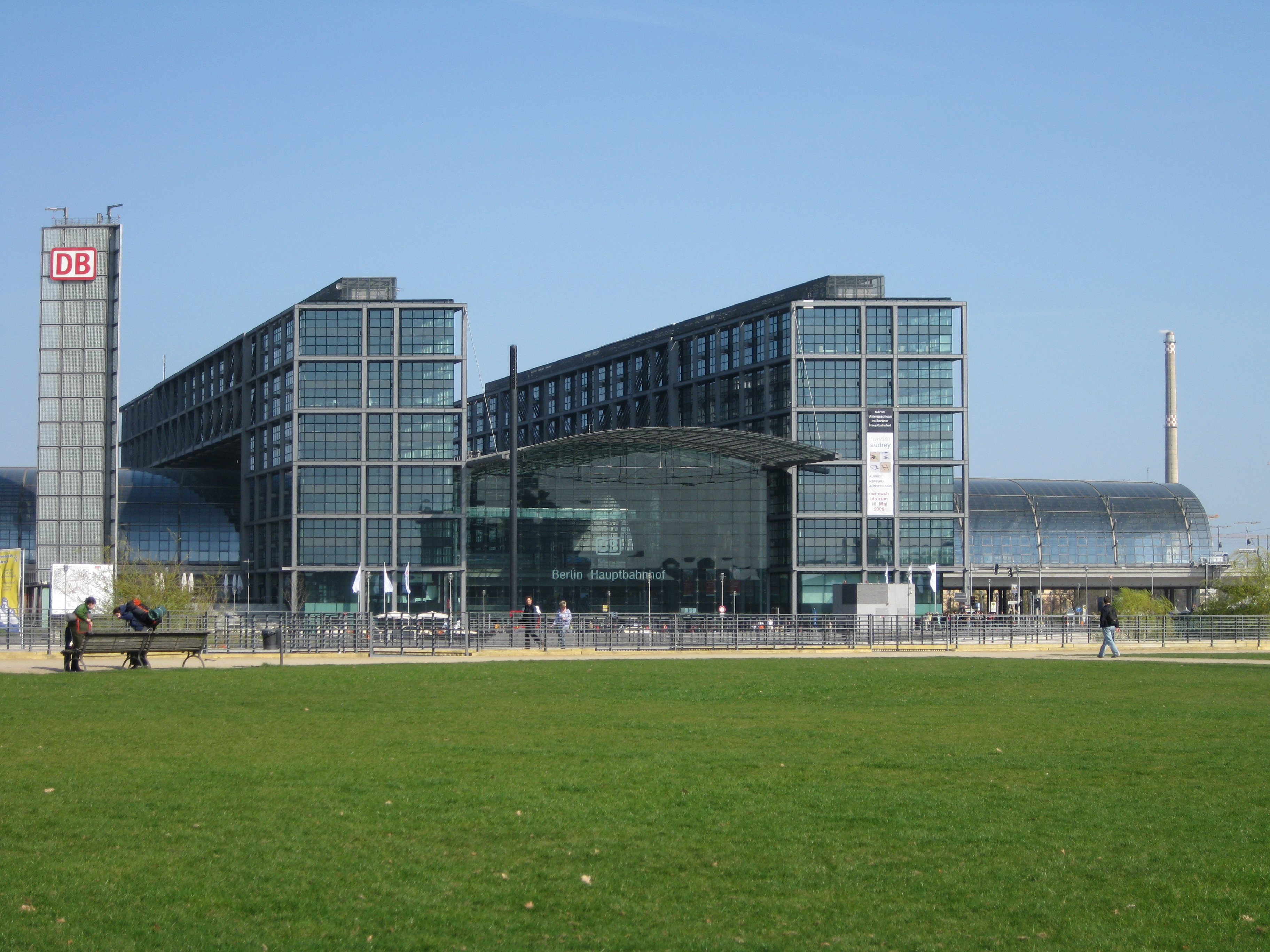
ベルリン中央駅 ( ドイツ)
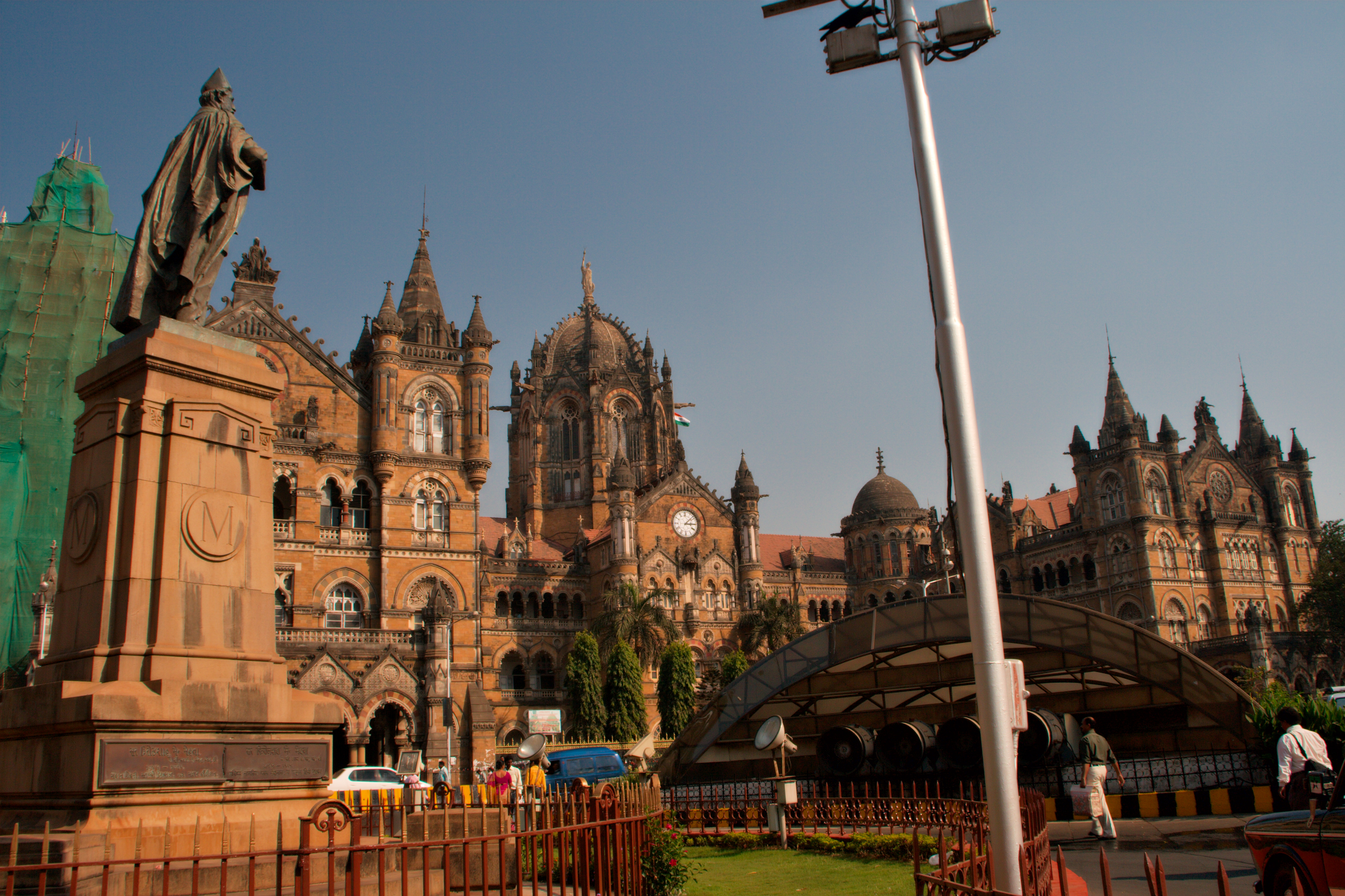
チャトラパティ・シヴァージー・ターミナス駅 ( インド)
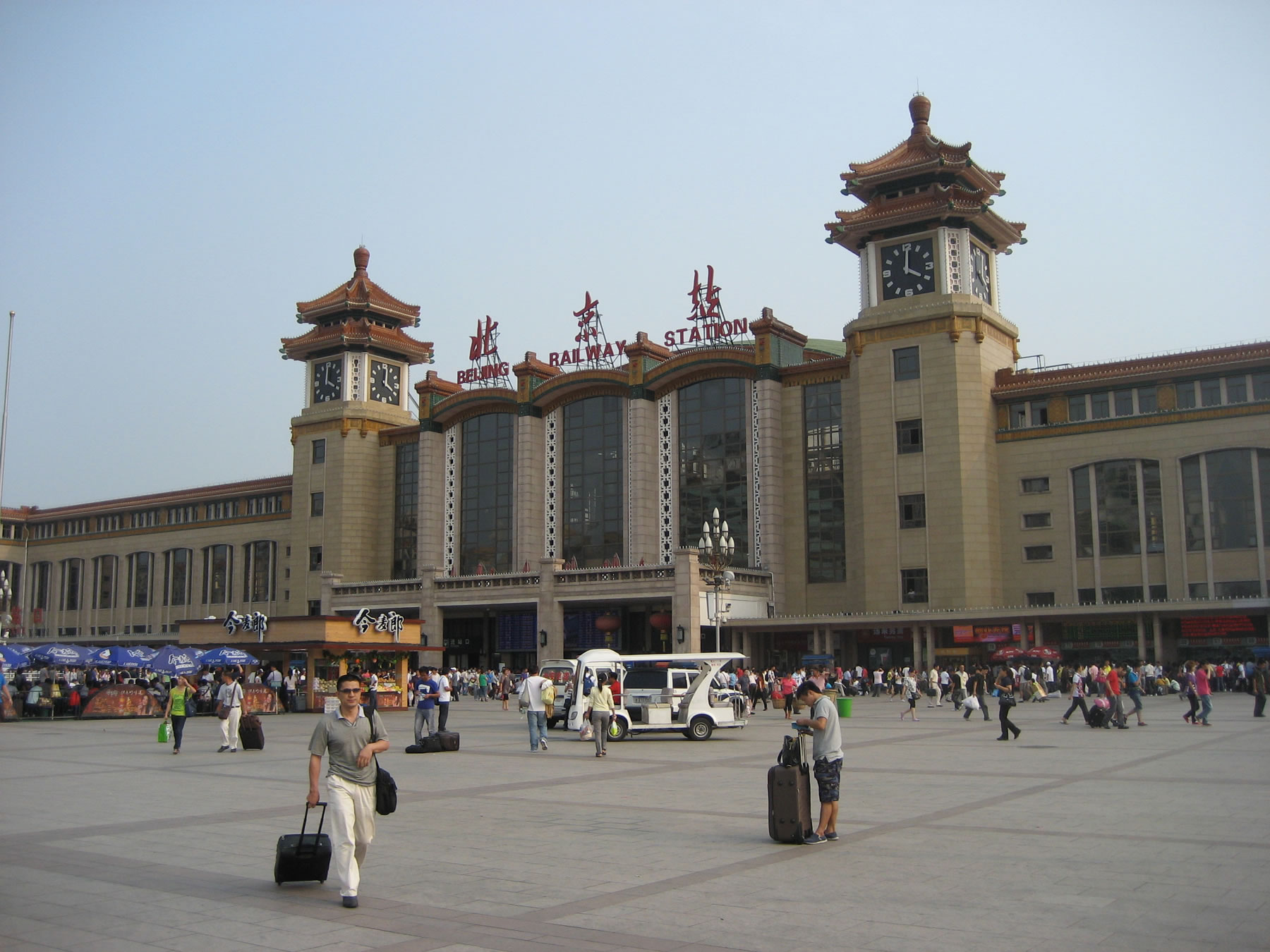
北京駅 ( 中国)
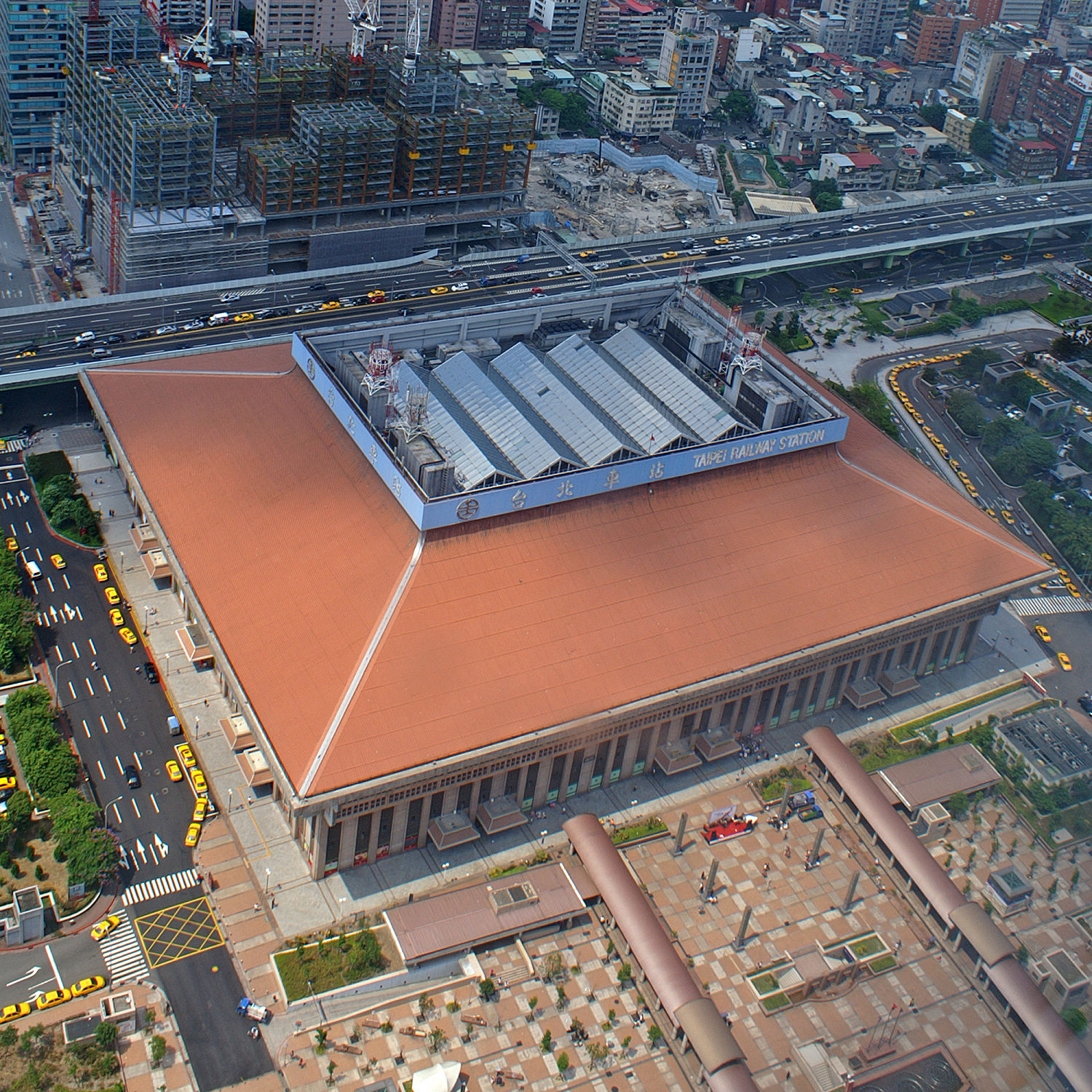
台北駅 ( 台湾)
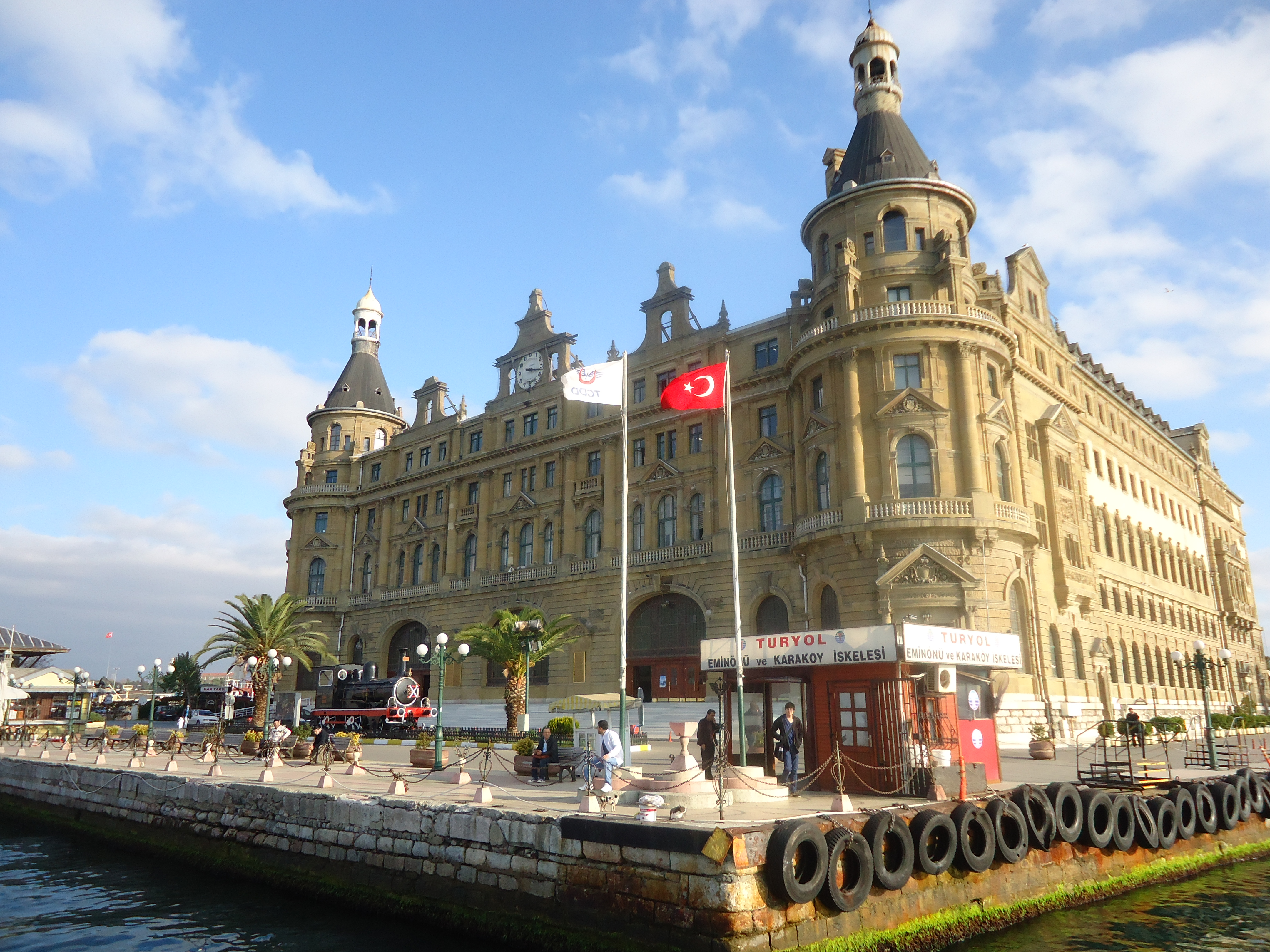
ハイダルパシャ駅 ( トルコ)
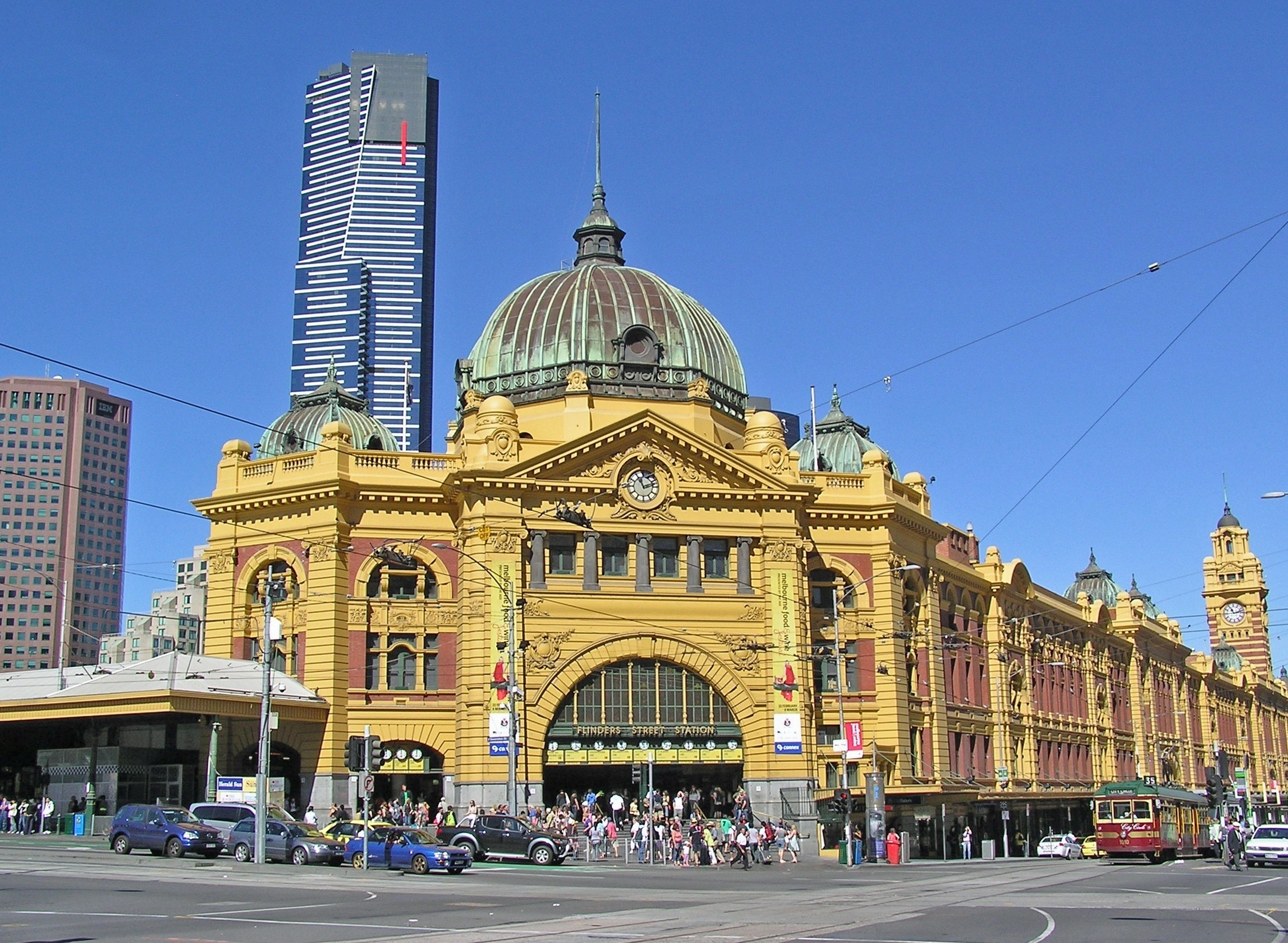
フリンダース・ストリート駅 ( オーストラリア)
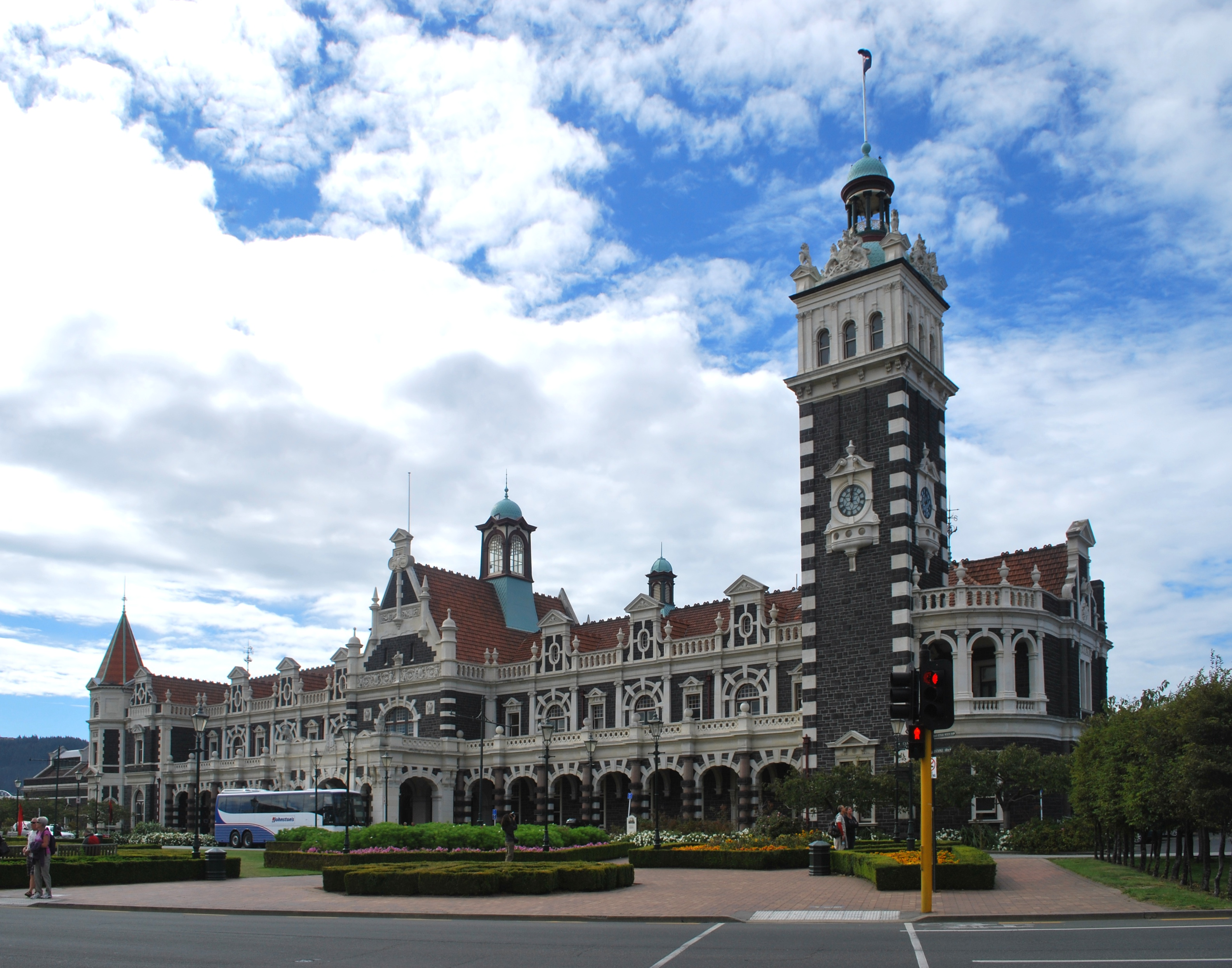
ダニーデン駅 ( ニュージーランド)
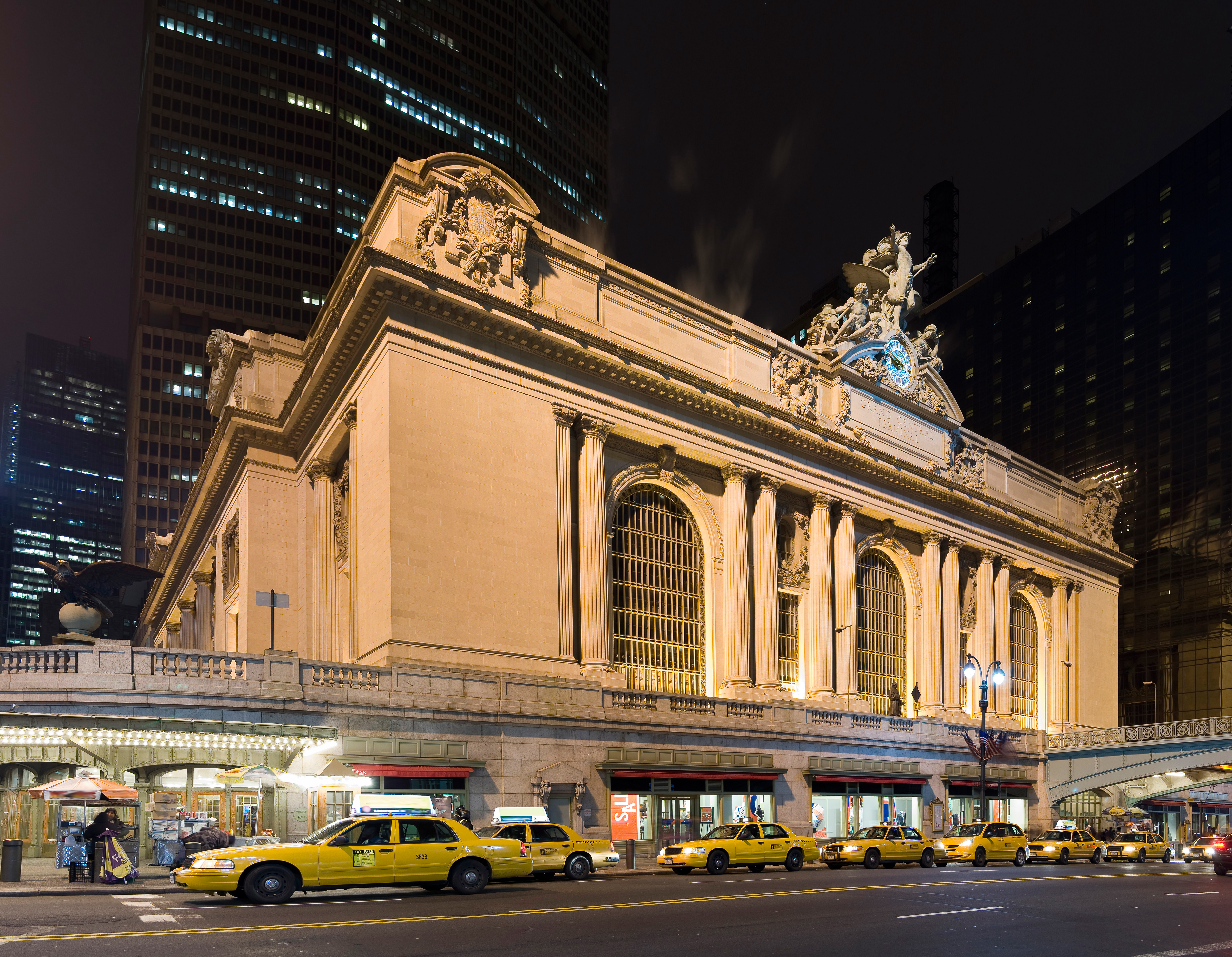
グランド・セントラル駅 ( アメリカ合衆国)
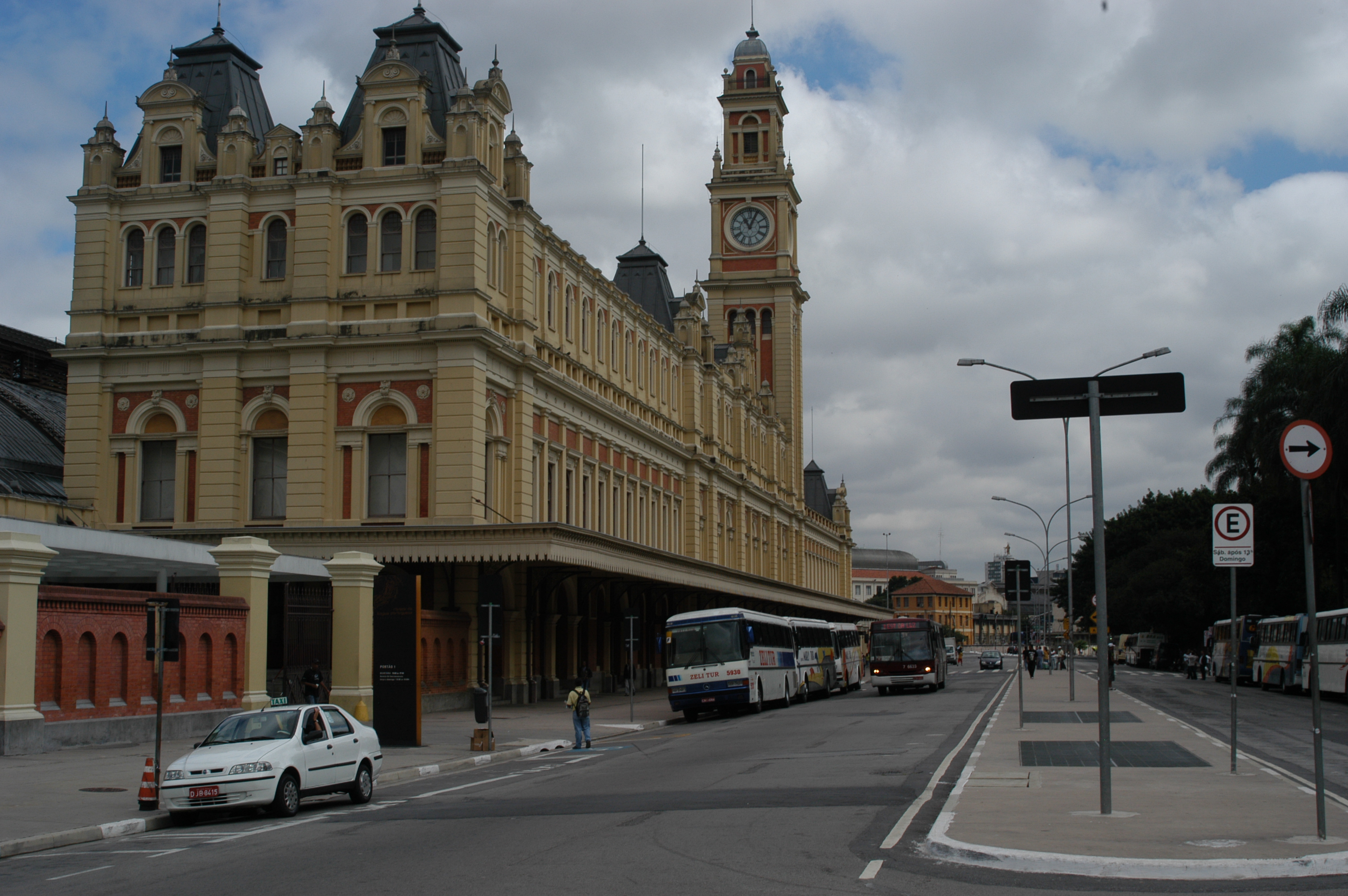
ルス駅 ( ブラジル)